# Groot-Brittannië op de Olympische Zomerspelen 2020
Groot-Brittannië nam deel aan de Olympische Zomerspelen 2020 in Tokio, Japan.

## Medailleoverzicht
| Medaille | Naam | Sport            | Onderdeel                  | Datum      |
| -------- | --- | ---------------- | -------------------------- | ---------- |
| Goud     | Tom Pidcock | Mountainbike     | cross-country (m)          | 26 juli    |
| Goud     | Tom Daley Matty Lee | Schoonspringen   | 10m platform synchroon (m) | 26 juli    |
| Goud     | Adam Peaty | Zwemmen          | 100m schoolslag (m)        | 26 juli    |
| Goud     | Tom Dean | Zwemmen          | 200m vrije slag (m)        | 27 juli    |
| Goud     | Tom Dean James Guy Calum Jarvis* Matthew Richards Duncan Scott                                                                 | Zwemmen          | 4x200m vrije slag (m)      | 28 juli    |
| Goud     | Bethany Shriever | BMX              | race (v)                   | 30 juli    |
| Goud     | Jess Learmonth Jonathan Brownlee Georgia Taylor-Brown Alex Yee                                                                 | Triatlon         | Gemengde estafette         | 31 juli    |
| Goud     | Freya Anderson* Kathleen Dawson James Guy Adam Peaty Anna Hopkin                                                               | Zwemmen          | 4x100m wisselslag (x)      | 31 juli    |
| Goud     | Charlotte Worthington | BMX              | freestyle (v)              | 30 juli    |
| Goud     | Max Whitlock | Turnen           | paardvoltige (m)           | 1 augustus |
| Goud     | Laura Collett Tom McEwen Oliver Townend                                                                                        | Paardensport     | eventing team              | 2 augustus |
| Goud     | Stuart Bithell Dylan Fletcher                                                                                                  | Zeilen           | 49er                       | 3 augustus |
| Goud     | Giles Scott | Zeilen           | Finn                       | 3 augustus |
| Goud     | Hannah Mills Eilidh McIntyre                                                                                                   | Zeilen           | 470 (v)                    | 4 augustus |
| Goud     | Ben Maher | Paardensport     | Springconcours             | 4 augustus |
| Goud     | Matthew Walls | Baanwielrennen   | omnium (m)                 | 5 augustus |
| Goud     | Katie Archibald Laura Kenny | Baanwielrennen   | koppelkoers (v)            | 6 augustus |
| Goud     | Kate French | moderne vijfkamp | vrouwen                    | 6 augustus |
| Goud     | Galal Yafai | boksen           | vlieggewicht (m)           | 7 augustus |
| Goud     | Joe Choong | moderne vijfkamp | mannen                     | 7 augustus |
| Goud     | Jason Kenny | Baanwielrennen   | keirin (m)                 | 8 augustus |
| Goud     | Lauren Price | boksen           | middelgewicht (v)          | 8 augustus |
|          | |                  |                            |            |
| Zilver   | Bradly Sinden | Taekwondo        | -68kg (m)                  | 25 juli    |
| Zilver   | Lauren Williams | Taekwondo        | -67kg (v)                  | 26 juli    |
| Zilver   | Alex Yee | Triatlon         | mannen                     | 26 juli    |
| Zilver   | Georgia Taylor-Brown | Triatlon         | vrouwen                    | 27 juli    |
| Zilver   | Duncan Scott | Zwemmen          | 200m vrij slag (m)         | 27 juli    |
| Zilver   | Tom Barras Jack Beaumont Angus Groom Harry Leask                                                                               | Roeien           | dubbelvier (m)             | 28 juli    |
| Zilver   | Mallory Franklin | Kanovaren        | C-1 (vrouwen)              | 29 juli    |
| Zilver   | Duncan Scott | Zwemmen          | 200m wisselslag (m)        | 30 juli    |
| Zilver   | Kye Whyte | BMX              | BMX race (m)               | 30 juli    |
| Zilver   | Duncan Scott Luke Greenbank James Guy Adam Peaty James Wilby*                                                                  | Zwemmen          | 4x100m wisselslag (m)      | 1 augustus |
| Zilver   | Tom McEwen | Paardensport     | eventing                   | 2 augustus |
| Zilver   | Emily Campbell | Gewichtheffen    | +87kg (v)                  | 2 augustus |
| Zilver   | John Gimson Anna Burnet | Zeilen           | nacra                      | 3 augustus |
| Zilver   | Katie Archibald Elinor Barker Neah Evans Laura Kenny Josie Knight                                                              | Baanwielrennen   | ploegenachtervolging (v)   | 3 augustus |
| Zilver   | Jack Carlin Jason Kenny Ryan Owens                                                                                             | Baanwielrennen   | teamsprint (m)             | 3 augustus |
| Zilver   | Pat McCormack | Boksen           | weltergewicht (m)          | 3 augustus |
| Zilver   | Keely Hodgkinson | Atletiek         | 800m (v)                   | 3 augustus |
| Zilver   | Benjamin Whittaker | Boksen           | halfzwaargewicht (m)       | 4 augustus |
| Zilver   | Laura Muir | Atletiek         | 1500m (v)                  | 4 augustus |
| Zilver   | Chijindu Ujah Zharnel Hughes Richard Kilty Nethaneel Mitchell-Blake                                                            | Atletiek         | 4x100m (m)                 | 6 augustus |
| Zilver   | Ethan Hayter Matthew Walls | Baanwielrennen   | koppelkoers (m)            | 7 augustus |
|          | |                  |                            |            |
| Brons    | Chelsie Giles | Judo             | -52kg (v)                  | 25 juli    |
| Brons    | Bianca Walkden | Taekwondo        | +67kg (v)                  | 27 juli    |
| Brons    | Jennifer Gadirova Jessica Gadirova Alice Kinsella Amelie Morgan                                                                | Gymnastiek       | meerkamp team (v)          | 27 juli    |
| Brons    | Charlotte Dujardin Charlotte Fry Carl Hester                                                                                   | Paardensport     | dressuur team              | 27 juli    |
| Brons    | Charlotte Dujardin | Paardensport     | dressuur                   | 28 juli    |
| Brons    | Matthew Coward-Holley | Schietsport      | trap (m)                   | 29 juli    |
| Brons    | Josh Bugajski Jacob Dawson Charles Elwes Thomas Ford Thomas George James Rudkin Moe Sbihi Oliver Wynne-Griffith Henry Fieldman | Roeien           | acht (m)                   | 30 juli    |
| Brons    | Luke Greenbank | Zwemmen          | 200m rugslag (m)           | 30 juli    |
| Brons    | Bryony Page | Trampoline       | trampoline (v)             | 30 juli    |
| Brons    | Emma Wilson | Zeilen           | RS:X (v)                   | 31 juli    |
| Brons    | Karriss Artingstall | Boksen           | vedergewicht (v)           | 31 juli    |
| Brons    | Declan Brooks | BMX              | freestyle (m)              | 1 augustus |
| Brons    | Jack Laugher | Schoonspringen   | 3m plank (m)               | 3 augustus |
| Brons    | Sky Brown | Skateboarden     | park (v)                   | 4 augustus |
| Brons    | Frazer Clarke | Boksen           | superzwaargewicht (m)      | 4 augustus |
| Brons    | Liam Heath | Kanovaren        | K-1 200m (m)               | 5 augustus |
| Brons    | Holly Bradshaw | Atletiek         | polsstokhoogspringen (v)   | 5 augustus |
| Brons    | Britse hockeyploeg (vrouwen)                                                                                                   | Hockey           | vrouwen                    | 6 augustus |
| Brons    | Jack Carlin | Baanwielrennen   | sprint (m)                 | 6 augustus |
| Brons    | Asha Philip Imani Lansiquot Dina Asher-Smith Daryll Neita                                                                      | Atletiek         | 4x100m (v)                 | 6 augustus |
| Brons    | Tom Daley | Schoonspringen   | 10m platform (m)           | 7 augustus |
| Brons    | Josh Kerr | Atletiek         | 1500m (m)                  | 7 augustus |

## Atleten
Hieronder volgt een overzicht van de atleten die zich kwalificeerden voor deelname aan de Olympische Zomerspelen 2020.
| sport            | mannen | vrouwen | totaal |
| ---------------- | ------ | ------- | ------ |
| Atletiek         | 37     | 40      | 77     |
| Badminton        | 4      | 3       | 7      |
| Boksen           | 7      | 4       | 11     |
| Boogschieten     | 3      | 3       | 6      |
| Gewichtheffen    | 0      | 4       | 4      |
| Golf             | 2      | 2       | 4      |
| Gymnastiek       | 4      | 6       | 10     |
| Hockey           | 16     | 16      | 32     |
| Judo             | 1      | 5       | 6      |
| Kanovaren        | 3      | 5       | 8      |
| Klimsport        | 0      | 1       | 1      |
| Moderne vijfkamp | 2      | 2       | 4      |
| Paardensport     | 5      | 4       | 9      |
| Roeien           | 19     | 22      | 41     |
| Rugby            | 12     | 12      | 24     |
| Schermen         | 1      | 0       | 1      |
| Schietsport      | 2      | 3       | 5      |
| Schoonspringen   | 2      | 3       | 5      |
| Skateboarden     | 0      | 2       | 2      |
| Synchroonzwemmen | 0      | 2       | 2      |
| Taekwondo        | 2      | 3       | 5      |
| Tafeltennis      | 2      | 1       | 3      |
| Tennis           | 5      | 1       | 6      |
| Triatlon         | 2      | 3       | 5      |
| Voetbal          | 0      | 18      | 18     |
| Wielersport      | 15     | 11      | 26     |
| Zeilen           | 7      | 8       | 15     |
| Zwemmen          | 18     | 14      | 32     |
| totaal           | 176    | 200     | 376    |

## Sporten

### Atletiek
Mannen
Loopnummers
| atleet | onderdeel           | series   | series | kwartfinale | kwartfinale | halve finale   | halve finale   | finale         | finale         |
| atleet | onderdeel           | tijd     | rang   | tijd        | rang        | tijd           | rang           | tijd           | rang           |
| --- | ------------------- | -------- | ------ | ----------- | ----------- | -------------- | -------------- | -------------- | -------------- |
| Zharnel Hughes                                                                                            | 100 m               | bye      | bye    | 10,04       | 3 Q         | 9,98           | 1 Q            | DSQ            | DSQ            |
| Reece Prescod                                                                                             | 100 m               | bye      | bye    | 10,12       | 5 q         | DSQ            | DSQ            | niet geplaatst | niet geplaatst |
| Chijindu Ujah                                                                                             | 100 m               | bye      | bye    | 10,08       | 3 Q         | 10,11          | 5              | niet geplaatst | niet geplaatst |
| Adam Gemili                                                                                               | 200 m               | 1.58,58  | 7      | n.v.t.      | n.v.t.      | niet geplaatst | niet geplaatst | niet geplaatst | niet geplaatst |
| Nethaneel Mitchell-Blake                                                                                  | 200 m               | 20,56    | 5      | n.v.t.      | n.v.t.      | niet geplaatst | niet geplaatst | niet geplaatst | niet geplaatst |
| Oliver Dustin                                                                                             | 800 m               | 1.46,94  | 6      | n.v.t.      | n.v.t.      | niet geplaatst | niet geplaatst | niet geplaatst | niet geplaatst |
| Elliot Giles                                                                                              | 800 m               | 1.44,49  | 3 Q    | n.v.t.      | n.v.t.      | 1.44,74        | 3              | niet geplaatst | niet geplaatst |
| Daniel Rowden                                                                                             | 800 m               | 1.45,73  | 2 Q    | n.v.t.      | n.v.t.      | 1.44,35        | 5              | niet geplaatst | niet geplaatst |
| Jake Heyward                                                                                              | 1500 m              | 3.36,14  | 1 Q    | n.v.t.      | n.v.t.      | 3.32,82        | 6 q            | 3.34,43        | 9              |
| Josh Kerr                                                                                                 | 1500 m              | 3.36,29  | 7 q    | n.v.t.      | n.v.t.      | 3.32,18        | 3 Q            | 3.29,05        | Brons          |
| Jake Wightman                                                                                             | 1500 m              | 3.41,18  | 3 Q    | n.v.t.      | n.v.t.      | 3.33,48        | 1 Q            | 3.35,09        | 10             |
| Andrew Butchart                                                                                           | 5000 m              | 13.31,23 | 7 q    | n.v.t.      | n.v.t.      | n.v.t.         | n.v.t.         | 13.09,97       | 11             |
| Marc Scott                                                                                                | 5000 m              | 13.39,61 | 6      | n.v.t.      | n.v.t.      | n.v.t.         | n.v.t.         | niet geplaatst | niet geplaatst |
| Marc Scott                                                                                                | 10000 m             | n.v.t.   | n.v.t. | n.v.t.      | n.v.t.      | n.v.t.         | n.v.t.         | 28.09,23       | 12             |
| Sam Atkin                                                                                                 | 10000 m             | n.v.t.   | n.v.t. | n.v.t.      | n.v.t.      | n.v.t.         | n.v.t.         | DNF            | DNF            |
| David King                                                                                                | 110 m horden        | 13,55    | 6 q    | n.v.t.      | n.v.t.      | 13,67          | 7              | niet geplaatst | niet geplaatst |
| Andrew Pozzi                                                                                              | 110 m horden        | 13,50    | 4 Q    | n.v.t.      | n.v.t.      | 13,32          | 4 q            | 13,30          | 7              |
| Phil Norman                                                                                               | 3000 m steeplechase | 8.46,57  | 13     | n.v.t.      | n.v.t.      | n.v.t.         | n.v.t.         | niet geplaatst | niet geplaatst |
| Zak Seddon                                                                                                | 3000 m steeplechase | 8.43,29  | 14     | n.v.t.      | n.v.t.      | n.v.t.         | n.v.t.         | niet geplaatst | niet geplaatst |
| Tom Bosworth                                                                                              | 20 km snelwandelen  | n.v.t.   | n.v.t. | n.v.t.      | n.v.t.      | n.v.t.         | n.v.t.         | 1:25.57        | 25             |
| Callum Wilkinson                                                                                          | 20 km snelwandelen  | n.v.t.   | n.v.t. | n.v.t.      | n.v.t.      | n.v.t.         | n.v.t.         | 1:22.38        | 10             |
| Ben Connor                                                                                                | marathon            | n.v.t.   | n.v.t. | n.v.t.      | n.v.t.      | n.v.t.         | n.v.t.         | DNF            | DNF            |
| Callum Hawkins                                                                                            | marathon            | n.v.t.   | n.v.t. | n.v.t.      | n.v.t.      | n.v.t.         | n.v.t.         | DNF            | DNF            |
| Chris Thompson                                                                                            | marathon            | n.v.t.   | n.v.t. | n.v.t.      | n.v.t.      | n.v.t.         | n.v.t.         | 2:21.29        | 53             |
| Jona Efoloko Adam Gemili Zharnel Hughes Richard Kilty Nathaneel Mitchell-Blak Reece Prescod Chijindu Ujah | 4x100 m             | 38,02    | 2 Q    | n.v.t.      | n.v.t.      | n.v.t.         | n.v.t.         | 37,51          | DSQ            |
| Niclas Baker Cameron Chalmers Matthew Hudson-Smith Michael Ohioze Lee Thompson Joe Brier                  | 4x400 m             | 3.03,29  | 6      | n.v.t.      | n.v.t.      | n.v.t.         | n.v.t.         | niet geplaatst | niet geplaatst |

Technische nummers
| atleet          | onderdeel            | kwalificaties       | kwalificaties       | finale         | finale         |
| atleet          | onderdeel            | afstand             | rang                | afstand        | rang           |
| --------------- | -------------------- | ------------------- | ------------------- | -------------- | -------------- |
| Ben Williams    | hink-stap-springen   | 16,30               | 22                  | niet geplaatst | niet geplaatst |
| Tom Gale        | hoogspringen         | 2,28                | 13 q                | 2,27           | 11             |
| Taylor Campbell | kogelslingeren       | 71,34               | 28                  | niet geplaatst | niet geplaatst |
| Nick Miller     | kogelslingeren       | 76,93               | 6 q                 | 78,15          | 6              |
| Harry Coppell   | polsstokhoogspringen | 5,65                | 12 q                | 5,80           | 7              |
| Scott Lincoln   | kogelstoten          | 20,42               | 18                  | niet geplaatst | niet geplaatst |
| Lawrenc Okoye   | discuswerpen         | geen geldige poging | geen geldige poging | niet geplaatst | niet geplaatst |

Vrouwen
Loopnummers
| atlete | onderdeel           | series   | series | kwartfinale | kwartfinale | halve finale   | halve finale   | finale         | finale         |
| atlete | onderdeel           | tijd     | rang   | tijd        | rang        | tijd           | rang           | tijd           | rang           |
| --- | ------------------- | -------- | ------ | ----------- | ----------- | -------------- | -------------- | -------------- | -------------- |
| Dina Asher-Smith | 100 m               | bye      | bye    | 11,07       | 2 Q         | 11,05          | 3              | niet geplaatst | niet geplaatst |
| Daryll Neita | 100 m               | bye      | bye    | 10,96       | 2 Q         | 11,00          | 4 q            | 11,12          | 8              |
| Asha Philip | 100 m               | bye      | bye    | 11,31       | 1 Q         | 11,30          | 8              | niet geplaatst | niet geplaatst |
| Beth Dobbin | 200 m               | 22,78    | 2 Q    | n.v.t.      | n.v.t.      | 22,85          | 5              | niet geplaatst | niet geplaatst |
| Ama Pipi | 400 m               | 51,17    | 4 q    | n.v.t.      | n.v.t.      | 51,59          | 7              | niet geplaatst | niet geplaatst |
| Jodie Williams | 400 m               | 50,99    | 1 Q    | n.v.t.      | n.v.t.      | 49,97          | 2 Q            | 49,97          | 6              |
| Nicole Yeargin | 400 m               | DSQ      | DSQ    | n.v.t.      | n.v.t.      | niet geplaatst | niet geplaatst | niet geplaatst | niet geplaatst |
| Alexandra Bell | 800 m               | 2.00,96  | 4 q    | n.v.t.      | n.v.t.      | 1.58,83        | 3 q            | 1.57,66        | 7              |
| Keely Hodgkinson | 800 m               | 2.01,59  | 2 Q    | n.v.t.      | n.v.t.      | 1.59,12        | 1 Q            | 1.55,88 NR     | Zilver         |
| Jemma Reekie | 800 m               | 1.59,97  | 1 Q    | n.v.t.      | n.v.t.      | 1.59,77        | 2 Q            | 1.56,90        | 4              |
| Laura Muir | 1500 m              | 4.03,89  | 2 Q    | n.v.t.      | n.v.t.      | 4.00,73        | 2 Q            | 3.54,50 NR     | Zilver         |
| Katie Snowden | 1500 m              | 4.02,77  | 6 Q    | n.v.t.      | n.v.t.      | 4.02,93        | 9              | niet geplaatst | niet geplaatst |
| Revée Walcott-Nolan                                                                                                  | 1500 m              | 4.06,23  | 7      | n.v.t.      | n.v.t.      | niet geplaatst | niet geplaatst | niet geplaatst | niet geplaatst |
| Eilish McColgan | 5000 m              | 15.09,68 | 10     | n.v.t.      | n.v.t.      | n.v.t.         | n.v.t.         | niet geplaatst | niet geplaatst |
| Amy-Eloise Markovc                                                                                                   | 5000 m              | 15.03,22 | 9      | n.v.t.      | n.v.t.      | n.v.t.         | n.v.t.         | niet geplaatst | niet geplaatst |
| Jessica Judd | 5000 m              | 15.09,47 | 13     | n.v.t.      | n.v.t.      | n.v.t.         | n.v.t.         | niet geplaatst | niet geplaatst |
| Jessica Judd | 10000 m             | n.v.t.   | n.v.t. | n.v.t.      | n.v.t.      | n.v.t.         | n.v.t.         | 31.56,80       | 17             |
| Eilish McColgan | 10000 m             | n.v.t.   | n.v.t. | n.v.t.      | n.v.t.      | n.v.t.         | n.v.t.         | 31.04,46       | 9              |
| Tiffany Porter | 100 m horden        | 12,85    | 4 Q    | n.v.t.      | n.v.t.      | 12,86          | 5              | niet geplaatst | niet geplaatst |
| Cindy Sember | 100 m horden        | 13,00    | 4 Q    | n.v.t.      | n.v.t.      | 12,76          | 7              | niet geplaatst | niet geplaatst |
| Meghan Beesley | 400 m horden        | 55,91    | 7      | n.v.t.      | n.v.t.      | niet geplaatst | niet geplaatst | niet geplaatst | niet geplaatst |
| Jessie Knight | 400 m horden        | DNF      | DNF    | n.v.t.      | n.v.t.      | niet geplaatst | niet geplaatst | niet geplaatst | niet geplaatst |
| Jessica Turner | 400 m horden        | 56,83    | 4 Q    | n.v.t.      | n.v.t.      | 1.00,36        | 7              | niet geplaatst | niet geplaatst |
| Elizabeth Bird | 3000 m steeplechase | 9.24,34  | 5 q    | n.v.t.      | n.v.t.      | n.v.t.         | n.v.t.         | 9.19,68 NR     | 9              |
| Aimee Pratt | 3000 m steeplechase | 9.47,56  | 11     | n.v.t.      | n.v.t.      | n.v.t.         | n.v.t.         | niet geplaatst | niet geplaatst |
| Stephanie Davis | marathon            | n.v.t.   | n.v.t. | n.v.t.      | n.v.t.      | n.v.t.         | n.v.t.         | 2:36.33        | 39             |
| Steph Twell | marathon            | n.v.t.   | n.v.t. | n.v.t.      | n.v.t.      | n.v.t.         | n.v.t.         | 2:53.26        | 68             |
| Jass Piasecki | marathon            | n.v.t.   | n.v.t. | n.v.t.      | n.v.t.      | n.v.t.         | n.v.t.         | 2:55.39        | 71             |
| Dina Asher-Smith(S-F) Imani-Lara Lansiquot(S-F) Daryll Neita(S-F) Ashleigh Nelson Asha Philip(S-F)                   | 4x100 m             | 41,55 NR | 1 Q    | n.v.t.      | n.v.t.      | n.v.t.         | n.v.t.         | 41,88          | Brons          |
| Zoey Clark(S) Emily Diamond(S-F) Laviai Nielsen(S) Ama Pipi(F) Hannah Williams Jodie Williams(F) Nicole Yeargin(S-F) | 4x400 m             | 3.23,99  | 3 Q    | n.v.t.      | n.v.t.      | n.v.t.         | n.v.t.         | 3.22,59        | 5              |

- Liep niet mee in de finale

Technische nummers
| atlete          | onderdeel            | kwalificaties | kwalificaties | finale         | finale         |
| atlete          | onderdeel            | afstand       | rang          | afstand        | rang           |
| --------------- | -------------------- | ------------- | ------------- | -------------- | -------------- |
| Sophie McKinna  | kogelstoten          | 17,81         | 17            | niet geplaatst | niet geplaatst |
| Holly Bradshaw  | polsstokhoogspringen | 4,55          | 1 q           | 4,85           | Brons          |
| Abigail Irozuru | verspringen          | 6,75          | 8 Q           | 6,51           | 11             |
| Jazmin Sawyers  | verspringen          | 6,62          | 11 q          | 6,80           | 8              |
| Lorraine Ugen   | verspringen          | 6,05          | 15            | niet geplaatst | niet geplaatst |
| Emily Borthwick | hoogspringen         | 1,93          | 16            | niet geplaatst | niet geplaatst |
| Morgan Lake     | hoogspringen         | 1,95          | 7 Q           | DNS            | DNS            |

Meerkamp
| atlete                    | onderdeel | onderdeel | 100 h | hs   | ks    | 200 m | vs  | sw  | 800 m | finale | rang |
| ------------------------- | --------- | --------- | ----- | ---- | ----- | ----- | --- | --- | ----- | ------ | ---- |
| Katarina Johnson-Thompson | zevenkamp | res.      | 13,27 | 1,86 | 13,31 | DSQ   | DNS | DNS | DNS   | DNF    | DNF  |
| Katarina Johnson-Thompson | zevenkamp | pnt.      | 1084  | 1054 | 748   | 0     | 0   | 0   | 0     | DNF    | DNF  |

Gemengd
| atleet                                                                                                   | onderdeel | series  | series | kwartfinale | kwartfinale | halve finale | halve finale | finale  | finale |
| atleet                                                                                                   | onderdeel | tijd    | rang   | tijd        | rang        | tijd         | rang         | tijd    | rang   |
| --- | --------- | ------- | ------ | ----------- | ----------- | ------------ | ------------ | ------- | ------ |
| Niclas Baker(F) Cameron Chalmers(S-F) Zoey Clark(S) Emily Diamond(S-F) Lee Thompson(S) Nicole Yeargin(F) | 4×400 m   | 3.11,95 | 4 q    | n.v.t.      | n.v.t.      | n.v.t.       | n.v.t.       | 3.12,07 | 6      |

- Liep niet mee in de finale

### Badminton
Mannen
| atleet              | onderdeel  | groepsfase                                  | groepsfase                        | groepsfase                               | groepsfase | eliminatie                  | kwartfinale          | halve finale         | finale / BM          | finale / BM |
| atleet              | onderdeel  | tegenstander uitslag                        | tegenstander uitslag              | tegenstander uitslag                     | rang       | tegenstander uitslag        | tegenstander uitslag | tegenstander uitslag | tegenstander uitslag | rang        |
| ------------------- | ---------- | ------------------------------------------- | --------------------------------- | ---------------------------------------- | ---------- | --------------------------- | -------------------- | -------------------- | -------------------- | ----------- |
| Toby Penty          | enkelspel  | K Schäfer W (21-18, 21-11)                  | K Wangcharoen W (21-19, 21-12)    | n.v.t.                                   | 1 Q        | A Antonsen V (10-21, 15-21) | niet geplaatst       | niet geplaatst       | niet geplaatst       | 9           |
| Ben Lane Sean Vendy | dubbelspel | M F Gideon / K S Sukamuljo V (15-21, 11-21) | Lee Y / Wang C-l V (17-21, 14-21) | S Rankireddy / C Shetty V (17-21, 19-21) | 4          | n.v.t.                      | niet geplaatst       | niet geplaatst       | niet geplaatst       | 9           |

Vrouwen
| atleet                   | onderdeel  | groepsfase                              | groepsfase                          | groepsfase                          | groepsfase | eliminatie           | kwartfinale          | halve finale         | finale / BM          | finale / BM |
| atleet                   | onderdeel  | tegenstander uitslag                    | tegenstander uitslag                | tegenstander uitslag                | rang       | tegenstander uitslag | tegenstander uitslag | tegenstander uitslag | tegenstander uitslag | rang        |
| ------------------------ | ---------- | --------------------------------------- | ----------------------------------- | ----------------------------------- | ---------- | -------------------- | -------------------- | -------------------- | -------------------- | ----------- |
| Kirsty Gilmour           | enkelspel  | M Shahzad W (21–14, 21-14)              | A Yamaguchi V (9-21, 18-21)         | n.v.t.                              | 2          | niet geplaatst       | niet geplaatst       | niet geplaatst       | niet geplaatst       | 15          |
| Chloe Birch Lauren Smith | dubbelspel | Y Fukushima / S Hirota V (13-21, 14-21) | G Polii / A Rahayu V (11-21, 13-21) | Chow M K / Lee M Y V (19-21, 16-21) | 4          | n.v.t.               | niet geplaatst       | niet geplaatst       | niet geplaatst       | 9           |

Gemengd
| atleet                    | onderdeel  | groepsfase                            | groepsfase                            | groepsfase                                          | groepsfase | eliminatie           | kwartfinale                         | halve finale         | finale / BM          | finale / BM |
| atleet                    | onderdeel  | tegenstander uitslag                  | tegenstander uitslag                  | tegenstander uitslag                                | rang       | tegenstander uitslag | tegenstander uitslag                | tegenstander uitslag | tegenstander uitslag | rang        |
| ------------------------- | ---------- | ------------------------------------- | ------------------------------------- | --------------------------------------------------- | ---------- | -------------------- | ----------------------------------- | -------------------- | -------------------- | ----------- |
| Marcus Ellis Lauren Smith | dubbelspel | T Gicquel / D Delrue W (21-18, 21-17) | J Hurlburt-Yu / J Wu W (21-13, 21-19) | D Puavaranukroh / S Taerattanachai W (21-12, 21-19) | 1 Q        | n.v.t.               | Tang C M / Tse Y S V (13-21, 18-21) | niet geplaatst       | niet geplaatst       | 5           |

### Boksen
Mannen
| atleet             | onderdeel        | eerste ronde         | tweede ronde         | kwartfinale          | halve finale         | finale               | rang           |
| atleet             | onderdeel        | tegenstander uitslag | tegenstander uitslag | tegenstander uitslag | tegenstander uitslag | tegenstander uitslag | rang           |
| ------------------ | ---------------- | -------------------- | -------------------- | -------------------- | -------------------- | -------------------- | -------------- |
| Galal Yafai        | vlieggewicht     | Soghomonyan W RSC    | Chinyemba W 3-2      | Veitia W 4-1         | Bibossinov W 3-2     | Paalam W 4-1         | Goud           |
| Peter McGrail      | vlieggewicht     | Butdee V 0–5         | niet geplaatst       | niet geplaatst       | niet geplaatst       | niet geplaatst       | niet geplaatst |
| Luke McCormack     | lichtgewicht     | Kaushik W 4-1        | Cruz V 0-5           | niet geplaatst       | niet geplaatst       | niet geplaatst       | niet geplaatst |
| Pat McCormack      | weltergewicht    | bye                  | Radzionau W 5-0      | Baturov W 4-1        | Walsh W WO           | Iglesias V 0-2       | Zilver         |
| Benjamin Whittaker | halfzwaargewicht | Vivas W 4-1          | Oraby W 5-0          | Machado W 3-2        | Khataev W 4-1        | López V 1-4          | Zilver         |
| Cheavon Clarke     | zwaargewicht     | bye                  | Teixeira V 1-4       | niet geplaatst       | niet geplaatst       | niet geplaatst       | niet geplaatst |
| Frazer Clarke      | lichtgewicht     | bye                  | Rogava W 4-1         | Aliev W DSQ          | Jalolov V RSC-I      | niet geplaatst       | Brons          |

Vrouwen
| atlete              | onderdeel     | eerste ronde         | tweede ronde         | kwartfinale          | halve finale         | finale               | rang           |
| atlete              | onderdeel     | tegenstander uitslag | tegenstander uitslag | tegenstander uitslag | tegenstander uitslag | tegenstander uitslag | rang           |
| ------------------- | ------------- | -------------------- | -------------------- | -------------------- | -------------------- | -------------------- | -------------- |
| Charley Davison     | vlieggewicht  | Cheddar W 5-0        | Chang Y V 0-5        | niet geplaatst       | niet geplaatst       | niet geplaatst       | niet geplaatst |
| Karriss Artingstall | vedergewicht  | Kenosi W 5-0         | Romeu W 5-0          | Nicolson W 3-2       | Irie V 2-3           | niet geplaatst       | Brons          |
| Caroline Dubois     | lichtgewicht  | Sadiku W 5-0         | Ellis W 3-0          | Seesondee V 2-3      | niet geplaatst       | niet geplaatst       | niet geplaatst |
| Lauren Price        | middengewicht | n.v.t.               | Myagmarjargal W 5-0  | Bylon W 5-0          | Fontijn W 3-2        | Li Q W 5-0           | Goud           |

### Boogschieten
Mannen
| atleet                                 | onderdeel   | plaatsingsronde | plaatsingsronde | eerste ronde         | tweede ronde         | derde ronde          | kwartfinale          | halve finale         | finale / BM          | finale / BM |
| atleet                                 | onderdeel   | score           | rang            | tegenstander uitslag | tegenstander uitslag | tegenstander uitslag | tegenstander uitslag | tegenstander uitslag | tegenstander uitslag | rang        |
| -------------------------------------- | ----------- | --------------- | --------------- | -------------------- | -------------------- | -------------------- | -------------------- | -------------------- | -------------------- | ----------- |
| Tom Hall                               | individueel | 649             | 48              | R Shana V 3 – 7      | niet geplaatst       | niet geplaatst       | niet geplaatst       | niet geplaatst       | niet geplaatst       | 33          |
| Patrick Huston                         | individueel | 658             | 25              | M D'Almeida V 1 – 7  | niet geplaatst       | niet geplaatst       | niet geplaatst       | niet geplaatst       | niet geplaatst       | 33          |
| James Woodgate                         | individueel | 652             | 38              | I Abdullin V 3 – 7   | niet geplaatst       | niet geplaatst       | niet geplaatst       | niet geplaatst       | niet geplaatst       | 33          |
| Tom Hall Patrick Huston James Woodgate | team        | 1959            | 10              | Indonesië W 6 – 0    | n.v.t.               | n.v.t.               | Nederland V 3 – 5    | niet geplaatst       | niet geplaatst       | 5           |

Vrouwen
| atleet                                    | onderdeel   | plaatsingsronde | plaatsingsronde | eerste ronde             | tweede ronde         | derde ronde          | kwartfinale          | halve finale         | finale / BM          | finale / BM |
| atleet                                    | onderdeel   | score           | rang            | tegenstander uitslag     | tegenstander uitslag | tegenstander uitslag | tegenstander uitslag | tegenstander uitslag | tegenstander uitslag | rang        |
| ----------------------------------------- | ----------- | --------------- | --------------- | ------------------------ | -------------------- | -------------------- | -------------------- | -------------------- | -------------------- | ----------- |
| Sarah Bettles                             | individueel | 653             | 15              | V Acosta Giraldo W 6 – 4 | Wu J V 2 – 6         | niet geplaatst       | niet geplaatst       | niet geplaatst       | niet geplaatst       | 17          |
| Naomi Folkard                             | individueel | 629             | 47              | Wu J V 2 – 6             | niet geplaatst       | niet geplaatst       | niet geplaatst       | niet geplaatst       | niet geplaatst       | 33          |
| Bryony Pitman                             | individueel | 634             | 38              | Tan Y-t W 6 – 4          | A Román W 6 – 2      | E Osipova V 0 – 6    | niet geplaatst       | niet geplaatst       | niet geplaatst       | 9           |
| Sarah Bettles Naomi Folkard Bryony Pitman | team        | 1916            | 9               | Italië V 3 – 5           | n.v.t.               | n.v.t.               | niet geplaatst       | niet geplaatst       | niet geplaatst       | 9           |

Gemengd
| atlete                       | onderdeel | plaatsingsronde | plaatsingsronde | eerste ronde         | kwartfinale          | halve finale         | finale / BM          | finale / BM |
| atlete                       | onderdeel | score           | rang            | tegenstander uitslag | tegenstander uitslag | tegenstander uitslag | tegenstander uitslag | rang        |
| ---------------------------- | --------- | --------------- | --------------- | -------------------- | -------------------- | -------------------- | -------------------- | ----------- |
| Patrick Huston Sarah Bettles | team      | 1311            | 12              | China W 5 – 3        | Mexico V 0 – 6       | niet geplaatst       | niet geplaatst       | 5           |

### Gewichtheffen
Vrouwen
| atlete         | onderdeel | trekken | trekken | stoten | stoten | totaal | rang   |
| atlete         | onderdeel | score   | rang    | score  | rang   | totaal | rang   |
| -------------- | --------- | ------- | ------- | ------ | ------ | ------ | ------ |
| Zoë Smith      | -59 kg    | 87      | 8       | 113    | 7      | 200    | 8      |
| Sarah Davies   | -64 kg    | 100     | 7       | 127    | 3      | 227    | 5      |
| Emily Muskett  | -76 kg    | 98      | 9       | 124    | 7      | 222    | 7      |
| Emily Campbell | +87 kg    | 122     | 4       | 161    | 2      | 283    | Zilver |

### Golf
Mannen
| atleet          | onderdeel | eerste ronde | tweede ronde | derde ronde | vierde ronde | totaal | totaal | totaal |
| atleet          | onderdeel | score        | score        | score       | score        | score  | par    | rang   |
| --------------- | --------- | ------------ | ------------ | ----------- | ------------ | ------ | ------ | ------ |
| Paul Casey      | mannen    | 67           | 68           | 66          | 68           | 269    | -15    | 4      |
| Tommy Fleetwood | mannen    | 70           | 69           | 64          | 70           | 273    | -11    | 16     |

Vrouwen
| atleet             | onderdeel | eerste ronde | tweede ronde | derde ronde | vierde ronde | totaal | totaal | totaal |
| atleet             | onderdeel | score        | score        | score       | score        | score  | par    | rang   |
| ------------------ | --------- | ------------ | ------------ | ----------- | ------------ | ------ | ------ | ------ |
| Jodi Ewart Shadoff | vrouwen   | 74           | 68           | 70          | 72           | 284    | E      | 40     |
| Mel Reid           | vrouwen   | 73           | 75           | 76          | 68           | 292    | +8     | 55     |

### Gymnastiek

#### Turnen
Mannen
| atleet               | onderdeel | kwalificatie | kwalificatie | kwalificatie | kwalificatie | kwalificatie | kwalificatie | kwalificatie | kwalificatie | finale  | finale  | finale  | finale  | finale  | finale  | finale  | finale  |
| atleet               | onderdeel | toestel      | toestel      | toestel      | toestel      | toestel      | toestel      | totaal       | positie      | toestel | toestel | toestel | toestel | toestel | toestel | totaal  | positie |
| atleet               | onderdeel | vloer        | voltige      | ringen       | sprong       | brug         | rekstok      | totaal       | positie      | vloer   | voltige | ringen  | sprong  | brug    | rekstok | totaal  | positie |
| -------------------- | --------- | ------------ | ------------ | ------------ | ------------ | ------------ | ------------ | ------------ | ------------ | ------- | ------- | ------- | ------- | ------- | ------- | ------- | ------- |
| Joe Fraser           | team      | 14,066       | 14,666       | 14,400       | 13,833       | 15,400 Q     | 13,933       | 86,298       | 5 Q          | 13,866  | 14,666  | 14,500  | 14,133  | 14,666  | 14,333  | n.v.t.  | n.v.t.  |
| James Hall           | team      | 13,866       | 14,100       | 13,733       | 14,333       | 14,333       | 14,066       | 84,431       | 16 Q         | 14,033  | 14,000  | 13,600  | 14,233  | 13,100  | 14,200  | n.v.t.  | n.v.t.  |
| Giarnni Regini-Moran | team      | 14,666       | 12,166       | 13,366       | 14,600       | 14,933       | 13,100       | 82,831       | 23           | 14,533  | -       | 13,733  | 14,666  | 15,166  | -       | n.v.t.  | n.v.t.  |
| Max Whitlock         | team      | -            | 14,900 Q     | -            | -            | 14,100       | 13,400       | n.v.t.       | n.v.t.       | 14,966  | -       | -       | -       | -       | 13,366  | n.v.t.  | n.v.t.  |
| Totaal               | team      | 42,598       | 43,666       | 41,499       | 42,766       | 44,666       | 41,399       | 256,594      | 5 Q          | 42,432  | 43,632  | 41,833  | 43,032  | 42,932  | 41,899  | 255,760 | 4       |

| atleet       | onderdeel    | kwalificaties | kwalificaties | finale | finale |
| atleet       | onderdeel    | score         | rang          | score  | rang   |
| ------------ | ------------ | ------------- | ------------- | ------ | ------ |
| Max Whitlock | paardvoltige | zie boven     | zie boven     | 15.583 | Goud   |
| Joe Fraser   | brug         | zie boven     | zie boven     | 14,500 | 8      |
| Joe Fraser   | meerkamp     | zie boven     | zie boven     | 84,499 | 9      |
| James Hall   | meerkamp     | zie boven     | zie boven     | 84,598 | 8      |

Vrouwen
| atlete            | onderdeel | kwalificatie | kwalificatie | kwalificatie | kwalificatie | kwalificatie | kwalificatie | finale  | finale  | finale  | finale  | finale  | finale  |
| atlete            | onderdeel | toestel      | toestel      | toestel      | toestel      | totaal       | positie      | toestel | toestel | toestel | toestel | totaal  | positie |
| atlete            | onderdeel | sprong       | brug         | balk         | vloer        | totaal       | positie      | sprong  | brug    | balk    | vloer   | totaal  | positie |
| ----------------- | --------- | ------------ | ------------ | ------------ | ------------ | ------------ | ------------ | ------- | ------- | ------- | ------- | ------- | ------- |
| Jennifer Gadirova | team      | 14,533       | 13,066       | 13,300       | 13,800 Q*    | 54,699       | 17 Q         | 14,433  | -       | 13,300  | 13,700  | n.v.t.  | n.v.t.  |
| Jessica Gadirova  | team      | 14,500       | 13,800       | 12,866       | 14,033 Q     | 55,199       | 12 Q         | 14,433  | 13,566  | -       | 13,833  | n.v.t.  | n.v.t.  |
| Alice Kinsella    | team      | 14,166       | 12,633       | 12,100       | 12,766       | 51,665       | 48           | 14,266  | 14,166  | 13,333  | 12,800  | n.v.t.  | n.v.t.  |
| Amelie Morgan     | team      | 13,858       | 13,833       | 13,033       | 12,466       | 53,190       | 33           | -       | 14,033  | 12,233  | -       | n.v.t.  | n.v.t.  |
| Totaal            | team      | 43,199       | 40,699       | 39,199       | 40,599       | 163,396      | 6 Q          | 43,132  | 41,765  | 38,866  | 40,333  | 164,096 | Brons   |

| atleet            | onderdeel | kwalificaties | kwalificaties | finale | finale |
| atleet            | onderdeel | score         | rang          | score  | rang   |
| ----------------- | --------- | ------------- | ------------- | ------ | ------ |
| Jennifer Gadirova | meerkamp  | zie boven     | zie boven     | 53,533 | 13     |
| Jennifer Gadirova | vloer     | zie boven     | zie boven     | 13,233 | 7      |
| Jessica Gadirova  | meerkamp  | zie boven     | zie boven     | 53,965 | 10     |
| Jessica Gadirova  | vloer     | zie boven     | zie boven     | 14,000 | 6      |

Q*: Jennifer Gadirova werd opgevist voor de vloer-finale door het forfait van Simone Biles

#### Trampoline
Vrouwen
| atlete          | onderdeel  | kwalificaties | kwalificaties | finale         | finale         |
| atlete          | onderdeel  | score         | rang          | score          | rang           |
| --------------- | ---------- | ------------- | ------------- | -------------- | -------------- |
| Laura Gallagher | trampoline | 53,335        | 15            | niet geplaatst | niet geplaatst |
| Bryony Page     | trampoline | 104,664       | 3 Q           | 55,735         | Brons          |

### Hockey
Mannen
| Olympiër | Onderdeel | Resultaat | Prestatie |
| --- | --------- | --------- | --------- |
| David Ames Jacob Draper Alan Forsyth Rupert Shipperley Harry Martin Chris Griffiths Ian Sloan Sam Ward Phil Roper Adam Dixon Brendan Creed Ollie Payne Liam Ansell Jack Waller James Gall Liam Sanford Tom Sorsby Zach Wallace | mannen    | 5         | zie onder |

| Groep |                  |             |             |             |             |            |            |            |        |
| #     | Land             | Wedstrijden | Wedstrijden | Wedstrijden | Wedstrijden | Doelpunten | Doelpunten | Doelpunten | Punten |
| #     | Land             | GW          | W           | G           | V           | V          | T          | Saldo      | Punten |
| 1     | België           | 5           | 4           | 1           | 0           | 26         | 9          | 17         | 13     |
| 2     | Duitsland        | 5           | 3           | 0           | 2           | 19         | 10         | 9          | 9      |
| 3     | Groot-Brittannië | 5           | 2           | 2           | 1           | 11         | 11         | 0          | 8      |
| 4     | Nederland        | 5           | 2           | 1           | 2           | 13         | 13         | 0          | 7      |
| 5     | Zuid-Afrika      | 5           | 1           | 1           | 3           | 16         | 24         | -8         | 4      |
| 6     | Canada           | 5           | 0           | 1           | 4           | 9          | 27         | -18        | 1      |

| Ronde        | Datum           | Lokale tijd    | MEZT             | Land           | Score            | Land             |  |
| ------------ | --------------- | -------------- | ---------------- | -------------- | ---------------- | ---------------- |  |
| groepsfase   |                 |                |                  |                |                  |                  |  |
| 24 juli 2021 | 18:30           | 09:30          | Groot-Brittannië | 3 - 1          | Zuid-Afrika      |                  |  |
| 26 juli 2021 | 11:45           | 02:45          | Groot-Brittannië | 3 - 1          | Canada           |                  |  |
| 27 juli 2021 | 12:15           | 03:15          | Duitsland        | 5 - 1          | Groot-Brittannië |                  |  |
| 29 juli 2021 | 12:15           | 03:15          | Nederland        | 2 - 2          | Groot-Brittannië |                  |  |
| 30 juli 2021 | 21:15           | 14:15          | België           | 2 - 2          | Groot-Brittannië |                  |  |
|              |                 |                |                  |                |                  |                  |  |
| kwartfinale  | 1 augustus 2021 | 21:00          | 14:00            | India          | 3 - 1            | Groot-Brittannië |  |
|              |                 |                |                  |                |                  |                  |  |
| halve finale | niet geplaatst  | niet geplaatst | niet geplaatst   | niet geplaatst | niet geplaatst   | niet geplaatst   |  |
|              |                 |                |                  |                |                  |                  |  |
| finale       | niet geplaatst  | niet geplaatst | niet geplaatst   | niet geplaatst | niet geplaatst   | niet geplaatst   |  |

Vrouwen
| Olympiër | Onderdeel | Resultaat | Prestatie |
| --- | --------- | --------- | --------- |
| Maddie Hinch Laura Unsworth Sarah Evans Anna Toman Hannah Martin Sarah Jones Susannah Townsend Sarah Robertson Elena Rayer Isabelle Petter Leah Wilkinson Giselle Ansley Hollie Pearne-Webb Fiona Crackles Shona McMallin Lily Owsley Grace Balsdon Amy Costello | vrouwen   | Brons     | zie onder |

| Groep |                  |             |             |             |             |            |            |            |        |
| #     | Land             | Wedstrijden | Wedstrijden | Wedstrijden | Wedstrijden | Doelpunten | Doelpunten | Doelpunten | Punten |
| #     | Land             | GW          | W           | G           | V           | V          | T          | Saldo      | Punten |
| 1     | Nederland        | 5           | 5           | 0           | 0           | 18         | 2          | +16        | 15     |
| 2     | Duitsland        | 5           | 4           | 0           | 1           | 13         | 7          | +6         | 12     |
| 3     | Groot-Brittannië | 5           | 3           | 0           | 2           | 11         | 5          | +6         | 9      |
| 4     | India            | 5           | 2           | 0           | 3           | 7          | 14         | -7         | 6      |
| 5     | Ierland          | 5           | 1           | 0           | 4           | 4          | 11         | -7         | 3      |
| 6     | Zuid-Afrika      | 5           | 0           | 0           | 5           | 5          | 19         | -14        | 0      |

| Ronde          | Datum           | Lokale tijd | MEZT             | Land             | Score            | Land             |  |
| -------------- | --------------- | ----------- | ---------------- | ---------------- | ---------------- | ---------------- |  |
| groepsfase     |                 |             |                  |                  |                  |                  |  |
| 25 juli 2021   | 09:30           | 02:30       | Groot-Brittannië | 1 - 2            | Duitsland        |                  |  |
| 26 juli 2021   | 18:30           | 11:30       | Zuid-Afrika      | 1 - 4            | Groot-Brittannië |                  |  |
| 28 juli 2021   | 10:00           | 03:00       | Groot-Brittannië | 4 - 1            | India            |                  |  |
| 29 juli 2021   | 19:00           | 12:00       | Groot-Brittannië | 0 - 1            | Nederland        |                  |  |
| 30 juli 2021   | 20:45           | 13:45       | Ierland          | 0 - 2            | Groot-Brittannië |                  |  |
|                |                 |             |                  |                  |                  |                  |  |
| kwartfinale    | 2 augustus 2021 | 21:00       | 14:00            | Spanje           | 2 - 2 0 - 2      | Groot-Brittannië |  |
|                |                 |             |                  |                  |                  |                  |  |
| halve finale   | 4 augustus 2021 | 10:30       | 03:30            | Nederland        | 5 - 1            | Groot-Brittannië |  |
|                |                 |             |                  |                  |                  |                  |  |
| Bronzen finale | 6 augustus 2021 | 10:30       | 03:30            | Groot-Brittannië | 4 - 3            | India            |  |

### Judo
Mannen
| atleet          | onderdeel | eerste ronde         | tweede ronde         | derde ronde          | kwartfinale          | halve finale         | herkansing           | finale / BM          | finale / BM    |
| atleet          | onderdeel | tegenstander uitslag | tegenstander uitslag | tegenstander uitslag | tegenstander uitslag | tegenstander uitslag | tegenstander uitslag | tegenstander uitslag | rang           |
| --------------- | --------- | -------------------- | -------------------- | -------------------- | -------------------- | -------------------- | -------------------- | -------------------- | -------------- |
| Ashley McKenzie | −60 kg    | n.v.t.               | Huseynov V 00–01     | niet geplaatst       | niet geplaatst       | niet geplaatst       | niet geplaatst       | niet geplaatst       | niet geplaatst |

Vrouwen
| atlete          | onderdeel | eerste ronde         | tweede ronde         | derde ronde          | kwartfinale          | halve finale         | herkansing           | finale / BM             | finale / BM    |
| atlete          | onderdeel | tegenstander uitslag | tegenstander uitslag | tegenstander uitslag | tegenstander uitslag | tegenstander uitslag | tegenstander uitslag | tegenstander uitslag    | rang           |
| --------------- | --------- | -------------------- | -------------------- | -------------------- | -------------------- | -------------------- | -------------------- | ----------------------- | -------------- |
| Chelsie Giles   | −52 kg    | n.v.t.               | Rexhepi W 01-00      | Iraoui W 01-00       | Abe V 00-01          | niet geplaatst       | van Snick W 10-00    | Fabienne Kocher W 10-00 | Brons          |
| Lucy Renshall   | −63 kg    | n.v.t.               | Tashiro V 00-01      | niet geplaatst       | niet geplaatst       | niet geplaatst       | niet geplaatst       | niet geplaatst          | niet geplaatst |
| Gemma Howell    | −70 kg    | n.v.t.               | Pérez V 00-10        | niet geplaatst       | niet geplaatst       | niet geplaatst       | niet geplaatst       | niet geplaatst          | niet geplaatst |
| Gemma Howell    | −78 kg    | n.v.t.               | bye                  | Yoon H-j V 00-11     | niet geplaatst       | niet geplaatst       | niet geplaatst       | niet geplaatst          | niet geplaatst |
| Sarah Adlington | +78 kg    | n.v.t.               | Chikhrouhou V 00-10  | niet geplaatst       | niet geplaatst       | niet geplaatst       | niet geplaatst       | niet geplaatst          | niet geplaatst |

### Kanovaren

#### slalom
mannen
| atleet                | onderdeel  | series | series | series | series | series    | series | halve finale | halve finale | finale | finale |
| atleet                | onderdeel  | run 1  | rang   | run 2  | rang   | beste run | rang   | tijd         | rang         | tijd   | rang   |
| --------------------- | ---------- | ------ | ------ | ------ | ------ | --------- | ------ | ------------ | ------------ | ------ | ------ |
| Adam Burgess          | C-1 slalom | 99,82  | 4      | 99,64  | 2      | 99,64     | 3 Q    | 106,18       | 8 Q          | 103,86 | 4      |
| Bradley Forbes-Cryans | K-1 slalom | 93,65  | 5      | 101,46 | 21     | 93,95     | 13 Q   | 96,48        | 5 Q          | 100,58 | 6      |

| atlete           | onderdeel  | series | series | series | series | series    | series | halve finale | halve finale | finale | finale |
| atlete           | onderdeel  | run 1  | rang   | run 2  | rang   | beste run | rang   | tijd         | rang         | tijd   | rang   |
| ---------------- | ---------- | ------ | ------ | ------ | ------ | --------- | ------ | ------------ | ------------ | ------ | ------ |
| Mallory Franklin | C-1 slalom | 107,51 | 1      | 105,06 | 1      | 105,06    | 1 Q    | 117,75       | 6 Q          | 108,68 | Zilver |
| Kimberley Woods  | K-1 slalom | 109,63 | 8      | 107,82 | 8      | 107,82    | 9 Q    | 109,00       | 6 Q          | 177,09 | 10     |

#### Sprint
mannen
| atleet     | onderdeel | series | series | kwartfinale | kwartfinale | halve finale | halve finale | finale | finale |
| atleet     | onderdeel | tijd   | rang   | tijd        | rang        | tijd         | rang         | tijd   | rang   |
| ---------- | --------- | ------ | ------ | ----------- | ----------- | ------------ | ------------ | ------ | ------ |
| Liam Heath | K-1 200 m | 34,582 | 3 KF   | 33,985      | 1 HF        | 35,108       | 2 FA         | 35,202 | Brons  |

vrouwen
| atleet       | onderdeel | series   | series | kwartfinale | kwartfinale | halve finale   | halve finale   | finale         | finale         |
| atleet       | onderdeel | tijd     | rang   | tijd        | rang        | tijd           | rang           | tijd           | rang           |
| ------------ | --------- | -------- | ------ | ----------- | ----------- | -------------- | -------------- | -------------- | -------------- |
| Katie Reid   | C-1 200 m | 47,876   | 4 KF   | 47,821      | 4           | niet geplaatst | niet geplaatst | niet geplaatst | niet geplaatst |
| Emily Lewis  | K-1 200 m | 42,038   | 4 KF   | 42,945      | 3           | niet geplaatst | niet geplaatst | niet geplaatst | niet geplaatst |
| Emily Lewis  | K-1 500 m | 1.55,743 | 7 KF   | 1.51,996    | 4           | niet geplaatst | niet geplaatst | niet geplaatst | niet geplaatst |
| Deborah Kerr | K-1 200 m | 41,168   | 3 KF   | 42,742      | 1 HF        | 39,751         | 2 FA           | 40,409         | 8              |
| Deborah Kerr | K-1 500 m | 1.51,375 | 5 KF   | 1.50,133    | 3 HF        | 1.55,955       | 7              | niet geplaatst | niet geplaatst |

### Klimsport
Vrouwen
| atleet        | specialisatie | kwalificatie | kwalificatie | kwalificatie | kwalificatie | kwalificatie | kwalificatie | kwalificatie | totaal | totaal | finale         | finale         | finale         | finale         | finale         | finale         | finale         | totaal         | totaal         |
| atleet        | specialisatie | speed        | speed        | boulderen    | boulderen    | lead         | lead         | lead         | totaal | totaal | speed          | speed          | boulderen      | boulderen      | lead           | lead           | lead           | totaal         | totaal         |
| atleet        | specialisatie | tijd         | rang         | punten       | rang         | punten       | tijd         | rang         | punten | rang   | tijd           | rang           | punten         | rang           | punten         | tijd           | rang           | punten         | rang           |
| ------------- | ------------- | ------------ | ------------ | ------------ | ------------ | ------------ | ------------ | ------------ | ------ | ------ | -------------- | -------------- | -------------- | -------------- | -------------- | -------------- | -------------- | -------------- | -------------- |
| Shauna Coxsey | klimmen       | 9,65         | 16           | 2T4z 3 4     | 4            | 21+          | 2.33         | 13           | 832,00 | 10     | niet geplaatst | niet geplaatst | niet geplaatst | niet geplaatst | niet geplaatst | niet geplaatst | niet geplaatst | niet geplaatst | niet geplaatst |

### Moderne vijfkamp
Mannen
| atleet      | onderdeel        | schermen (degen) | schermen (degen) | schermen (degen) | schermen (degen) | zwemmen (200 m vrije slag) | zwemmen (200 m vrije slag) | zwemmen (200 m vrije slag) | paardrijden (springen) | paardrijden (springen) | paardrijden (springen) | combinatie: schieten/lopen (10 m luchtpistool)/(3200 m) | combinatie: schieten/lopen (10 m luchtpistool)/(3200 m) | combinatie: schieten/lopen (10 m luchtpistool)/(3200 m) | totaal punten | rang |
| atleet      | onderdeel        | RR               | BR               | rang             | punten           | tijd                       | rang                       | punten                     | strafpunten            | rang                   | punten                 | tijd                                                    | rang                                                    | punten                                                  | totaal punten | rang |
| ----------- | ---------------- | ---------------- | ---------------- | ---------------- | ---------------- | -------------------------- | -------------------------- | -------------------------- | ---------------------- | ---------------------- | ---------------------- | ------------------------------------------------------- | ------------------------------------------------------- | ------------------------------------------------------- | ------------- | ---- |
| Joo Choong  | moderne vijfkamp | 25-10            | 2                | 1                | 252              | 1.54,87                    | 3                          | 321                        | 14                     | 14                     | 286                    | 11.17,53                                                | 15                                                      | 623                                                     | 1482 OR       | Goud |
| Jamie Cooke | moderne vijfkamp | 18-17            | 0                | 16               | 208              | 1.53,80                    | 2                          | 323                        | 7                      | 8                      | 293                    | 11.12,30                                                | 14                                                      | 628                                                     | 1452          | 9    |

Vrouwen
| atlete      | onderdeel        | schermen (degen) | schermen (degen) | schermen (degen) | schermen (degen) | zwemmen (200 m vrije slag) | zwemmen (200 m vrije slag) | zwemmen (200 m vrije slag) | paardrijden (springen) | paardrijden (springen) | paardrijden (springen) | combinatie: schieten/lopen (10 m luchtpistool)/(3200 m) | combinatie: schieten/lopen (10 m luchtpistool)/(3200 m) | combinatie: schieten/lopen (10 m luchtpistool)/(3200 m) | totaal punten | rang |
| atlete      | onderdeel        | RR               | BR               | rang             | punten           | tijd                       | rang                       | punten                     | strafpunten            | rang                   | punten                 | tijd                                                    | rang                                                    | punten                                                  | totaal punten | rang |
| ----------- | ---------------- | ---------------- | ---------------- | ---------------- | ---------------- | -------------------------- | -------------------------- | -------------------------- | ---------------------- | ---------------------- | ---------------------- | ------------------------------------------------------- | ------------------------------------------------------- | ------------------------------------------------------- | ------------- | ---- |
| Kate French | moderne vijfkamp | 20-15            | 1                | 7                | 221              | 2.10,18                    | 8                          | 290                        | 6                      | 4                      | 294                    | 12.00,34                                                | 5                                                       | 580                                                     | 1385 OR       | Goud |
| Jo Muir     | moderne vijfkamp | 13-22            | 1                | 33               | 179              | 2.14,52                    | 15                         | 281                        | 7                      | 7                      | 293                    | 12.15,13                                                | 9                                                       | 565                                                     | 1318          | 14   |

### Paardensport
Britse ruiters kwalificeerden een volledig team in de team dressuur- en team eventing competities op basis van een top zes score op de FEI World Equistrian Games 2018 in Tryon, North Carolina, Verenigde Staten.

#### Dressuur
| ruiter                                       | paard         | onderdeel   | Grand Prix | Grand Prix | Grand Prix Special | Grand Prix Special | Grand Prix Freestyle | Grand Prix Freestyle | totaal  | totaal |
| ruiter                                       | paard         | onderdeel   | score      | rang       | score              | rang               | technisch            | artistiek            | uitslag | rang   |
| -------------------------------------------- | ------------- | ----------- | ---------- | ---------- | ------------------ | ------------------ | -------------------- | -------------------- | ------- | ------ |
| Charlotte Dujardin                           | Gio           | individueel | 80,963     | 4 Q        | n.v.t.             | n.v.t.             | 83,000               | 94,086               | 88,543  | Brons  |
| Charlotte Fry                                | Everdale      | individueel | 77,096     | 8 Q        | n.v.t.             | n.v.t.             | 75,714               | 85,514               | 80,614  | 13     |
| Carl Hester                                  | En Vogue      | individueel | 75,124     | 13 q       | n.v.t.             | n.v.t.             | 77,750               | 85,886               | 81,818  | 8      |
| Charlotte Dujardin Charlotte Fry Carl Hester | zie hierboven | team        | 7508,5     | 2 Q        | 7723,0             | 3                  | n.v.t.               | n.v.t.               | 7723,0  | Brons  |

Reserve: Gareth Hughes (Sintano Van Hof Olympiade)

#### Eventing
| ruiter                                  | paard            | onderdeel   | dressuur    | dressuur | cross-country | cross-country | cross-country | springen     | springen     | springen     | springen    | springen | springen | totaal      | totaal |
| ruiter                                  | paard            | onderdeel   | dressuur    | dressuur | cross-country | cross-country | cross-country | kwalificatie | kwalificatie | kwalificatie | finale      | finale   | finale   | totaal      | totaal |
| ruiter                                  | paard            | onderdeel   | strafpunten | rang     | strafpunten   | totaal        | rang          | strafpunten  | totaal       | rang         | strafpunten | totaal   | rang     | strafpunten | rang   |
| --------------------------------------- | ---------------- | ----------- | ----------- | -------- | ------------- | ------------- | ------------- | ------------ | ------------ | ------------ | ----------- | -------- | -------- | ----------- | ------ |
| Laura Collett                           | London 52        | individueel | 25,80       | 6        | 0,00          | 25,80         | 3             | 4,00         | 29,80        | 5 Q          | 8,00        | 37,80    | 9        | 37,80       | 9      |
| Tom McEwen                              | Toledo de Kerser | individueel | 28,90       | 12       | 0,00          | 28,90         | 6             | 0,00         | 28,90        | 3 Q          | 0,00        | 28,90    | 2        | 28,90       | Zilver |
| Oliver Townend                          | Ballaghmor Class | individueel | 23,60       | 2        | 0,00          | 23,60         | 1             | 4,00         | 27,60        | 2 Q          | 4,80        | 32,40    | 5        | 32,40       | 5      |
| Laura Collett Tom McEwen Oliver Townend | zie hierboven    | team        | 78,30       | 1        | 0,00          | 78,30         | 1             | 8,00         | 86,30        | 1            | n.v.t.      | n.v.t.   | n.v.t.   | 86,30       | Goud   |

Reserve: Rosalind Canter (Allstar B)

#### Springen
| ruiter                              | paard           | onderdeel   | kwalificatie | kwalificatie | finale      | finale | jump-off       | jump-off       | jump-off       |
| ruiter                              | paard           | onderdeel   | strafpunten  | rang         | strafpunten | rang   | strafpunten    | tijd           | rang           |
| ----------------------------------- | --------------- | ----------- | ------------ | ------------ | ----------- | ------ | -------------- | -------------- | -------------- |
| Scott Brash                         | Hello Jefferson | individueel | 0            | 1 Q          | 1           | 7      | niet geplaatst | niet geplaatst | niet geplaatst |
| Harry Charles                       | Romeo 88        | individueel | 0            | 1            |             |        |                |                |                |
| Ben Mahler                          | Explosion W     | individueel | 0            | 1 Q          | 0           | 1      | 0              | 37,85          | Goud           |
| Harry Charles Ben Maher Holly Smith | zie hierboven   | team        | 20           | 7 Q          | DNF         | DNF    | niet geplaatst | niet geplaatst | niet geplaatst |

### Roeien
Mannen
| atleet | onderdeel   | series  | series | herkansingen | herkansingen | kwartfinale | kwartfinale | halve finale | halve finale | finale  | finale |
| atleet | onderdeel   | tijd    | rang   | tijd         | rang         | tijd        | rang        | tijd         | rang         | tijd    | rang   |
| --- | ----------- | ------- | ------ | ------------ | ------------ | ----------- | ----------- | ------------ | ------------ | ------- | ------ |
| John Collins Graeme Thomas | dubbel-twee | 6.12,80 | 2 HA/B | bye          | bye          | n.v.t.      | n.v.t.      | 6.22,95      | 2 FA         | 6.06,46 | 4      |
| Tom Barras Jack Beaumont Angus Groom Harry Leask                                                                                   | dubbel-vier | 5.42,01 | 3 H    | 5.55,91      | 1 FA         | n.v.t.      | n.v.t.      | n.v.t.       | n.v.t.       | 5.33,75 | Zilver |
| Sholto Carnegie Oliver Cook Rory Gibbs Matthew Rossiter                                                                            | vier-zonder | 5.55,36 | 1 FA   | bye          | bye          | n.v.t.      | n.v.t.      | n.v.t.       | n.v.t.       | 5.45,78 | 4      |
| Josh Bugajski Jacob Dawson Charles Elwes Thomas Ford Thomas George James Rudkin Moe Sbihi Oliver Wynne-Griffith Henry Fieldman (s) | acht        | 5.34,40 | 3 H    | 5.23,32      | 2 FA         | n.v.t.      | n.v.t.      | n.v.t.       | n.v.t.       | 5.25,73 | Brons  |

Vrouwen
| atlete | onderdeel          | series  | series | herkansingen | herkansingen | kwartfinale | kwartfinale | halve finale | halve finale | finale         | finale         |
| atlete | onderdeel          | tijd    | rang   | tijd         | rang         | tijd        | rang        | tijd         | rang         | tijd           | rang           |
| --- | ------------------ | ------- | ------ | ------------ | ------------ | ----------- | ----------- | ------------ | ------------ | -------------- | -------------- |
| Victoria Thornley | skiff              | 7.44,30 | 1 KF   | bye          | bye          | 7.59,93     | 3 HA/B      | 7.25,12      | 2 FA         | 7.20,39        | 4              |
| Emily Craig Imogen Grant | lichte dubbel-twee | 7.03,29 | 2 HA/B | bye          | bye          | n.v.t.      | n.v.t.      | 6.41,99      | 1 FA         | 6.48,04        | 4              |
| Helen Glover Polly Swann | twee-zonder        | 7.23,98 | 3 HA/B | bye          | bye          | n.v.t.      | n.v.t.      | 6.49,39      | 2 FA         | 6.54,96        | 4              |
| Karen Bennett Rowan McKellar Rebecca Shorten Harriet Taylor                                                                         | vier-zonder        | 6.41,02 | 4 H    | 6.46,20      | 1 FA         | n.v.t.      | n.v.t.      | n.v.t.       | n.v.t.       | 6.21,52        | 4              |
| Lucy Glover Charlotte Hodgkins-Byrne Mathilda Hodgkins-Byrne Hannah Scott                                                           | dubbel-vier        | 6.20,80 | 3 H    | 6.42,97      | 4 FB         | n.v.t.      | n.v.t.      | n.v.t.       | n.v.t.       | 6.25,14        | 7              |
| Chloe Brew Katherine Douglas Rebecca Edwards Emily Ford Fiona Gammond Caragh McMurtry Rebecca Muzerie Sara Parfett Matilda Horn (s) | acht               | 6.26,75 | 4 H    | 6.05,26      | 5            | n.v.t.      | n.v.t.      | n.v.t.       | n.v.t.       | niet geplaatst | niet geplaatst |

Legenda: FA=finale A (medailles); FB=finale B (geen medailles); FC=finale C (geen medailles); FD=finale D (geen medailles); FE=finale E (geen medailles); FF=finale F (geen medailles); HA/B=halve finale A/B; HC/D=halve finale C/D; HE/F=halve finale E/F; KF=kwartfinale; H=herkansing

### Rugby
Mannen
| Olympiër | Discipline | Resultaat | Prestatie |
| --- | ---------- | --------- | --- |
| Max McFarland Ben Harris Alex Davis Dan Norton Ross McCann Tom Mitchell Dan Bibby Alec Coombes Ollie Lindsay-Hague Robbie Fergusson Ethan Waddleton Harry Glover Tom Bowen | mannen     | 4         | Groepsfase Gewonnen van Canada 24 - 0 Gewonnen van Japan 34 - 0 Verloren van Fiji 33 - 7 Kwartfinale Gewonnen van Verenigde Staten 26 - 21 Halve finale Verloren van Nieuw-Zeeland 29 - 7 Bronzen finale Verloren van Argentinië 12 - 17 |

Vrouwen
| Olympiër | Discipline | Resultaat | Prestatie |
| --- | ---------- | --------- | --- |
| Holly Aitchison Abbie Brown Abi Burton Deborah Fleming Natasha Hunt Megan Jones Jasmine Joyce Alex Matthews Celia Quansah Helena Rowland Hannah Smith Lisa Thompson Emma Uren | vrouwen    | 4         | Groepsfase Gewonnen van Russische ploeg 12 - 14 Verloren van Nieuw-Zeeland 26 - 21 Gewonnen van Kenia 31 - 0 Kwartfinale Gewonnen van Verenigde Staten 12 - 21 Halve finale Verloren van Frankrijk 16 - 26 Bronzen finale Verloren van Fiji 12 - 21 |

### Schermen
Mannen
| atleet          | onderdeel | eerste ronde         | tweede ronde         | derde ronde          | kwartfinale          | halve finale         | finale / BM          | finale / BM    |
| atleet          | onderdeel | tegenstander uitslag | tegenstander uitslag | tegenstander uitslag | tegenstander uitslag | tegenstander uitslag | tegenstander uitslag | rang           |
| --------------- | --------- | -------------------- | -------------------- | -------------------- | -------------------- | -------------------- | -------------------- | -------------- |
| Marcus Mepstead | floret    | bye                  | Hamza V 13-15        | niet geplaatst       | niet geplaatst       | niet geplaatst       | niet geplaatst       | niet geplaatst |

### Schietsport
Mannen
| atleat                | onderdeel | kwalificaties | kwalificaties | finale         | finale         |
| atleat                | onderdeel | punten        | rang          | punten         | rang           |
| --------------------- | --------- | ------------- | ------------- | -------------- | -------------- |
| Matthew Coward-Holley | trap      | 123(+12)      | 2 Q           | 33             | Brons          |
| Aaron Heading         | trap      | 119           | 23            | niet geplaatst | niet geplaatst |

Vrouwen
| atlete           | onderdeel               | kwalificaties | kwalificaties | finale         | finale         |
| atlete           | onderdeel               | punten        | rang          | punten         | rang           |
| ---------------- | ----------------------- | ------------- | ------------- | -------------- | -------------- |
| Seonaid McIntosh | 10 m luchtgeweer        | 627,2         | 12            | niet geplaatst | niet geplaatst |
| Seonaid McIntosh | 50 m geweer 3 houdingen | 1167          | 14            | niet geplaatst | niet geplaatst |
| Amber Hill       | skeet                   | DNS           | DNS           | niet geplaatst | niet geplaatst |
| Kirsty Hegarty   | trap                    | 116           | 16            | niet geplaatst | niet geplaatst |

Gemengd
| atleet                               | onderdeel | kwalificatie 1 | kwalificatie 1 | kwalificatie 2 | kwalificatie 2 | finale                 | finale         |
| atleet                               | onderdeel | punten         | rang           | punten         | rang           | tegenstander resultaat | rang           |
| ------------------------------------ | --------- | -------------- | -------------- | -------------- | -------------- | ---------------------- | -------------- |
| Matthew Coward-Holley Kirsty Hegarty | trap      | 143            | 10             | n.v.t.         | n.v.t.         | niet geplaatst         | niet geplaatst |

### Schoonspringen
Mannen
| atleet                         | onderdeel            | series | series | halve finale   | halve finale   | finale         | finale         |
| atleet                         | onderdeel            | punten | rang   | punten         | rang           | punten         | rang           |
| ------------------------------ | -------------------- | ------ | ------ | -------------- | -------------- | -------------- | -------------- |
| James Heatly                   | 3 m plank            | 458,40 | 4 Q    | 454,85         | 4 Q            | 411,00         | 9              |
| Jack Laugher                   | 3 m plank            | 445,05 | 6 Q    | 514,75         | 3 Q            | 518,00         | Brons          |
| Tom Daley                      | 10 m toren           | 453,70 | 4 Q    | 462,90         | 4 Q            | 548,25         | Brons          |
| Noah Williams                  | 10 m toren           | 309,55 | 27     | niet geplaatst | niet geplaatst | niet geplaatst | niet geplaatst |
| Daniel Goodfellow Jack Laugher | 3 m plank synchroon  | n.v.t. | n.v.t. | n.v.t.         | n.v.t.         | 382,80         | 7              |
| Tom Daley Matty Lee            | 10 m toren synchroon | n.v.t. | n.v.t. | n.v.t.         | n.v.t.         | 471,81         | Goud           |

Vrouwen
| atlete                        | onderdeel            | series | series | halve finale   | halve finale   | finale         | finale         |
| atlete                        | onderdeel            | punten | rang   | punten         | rang           | punten         | rang           |
| ----------------------------- | -------------------- | ------ | ------ | -------------- | -------------- | -------------- | -------------- |
| Scarlett Mew Jensen           | 3 m plank            | 243,45 | 22     | niet geplaatst | niet geplaatst | niet geplaatst | niet geplaatst |
| Grace Reid                    | 3 m plank            | 268,15 | 19     | niet geplaatst | niet geplaatst | niet geplaatst | niet geplaatst |
| Andrea Spendolini-Sirieix     | 10 m toren           | 307,70 | 10 Q   | 314,00         | 8 Q            | 305,50         | 7              |
| Lois Toulson                  | 10 m toren           | 314,00 | 7 Q    | 311,10         | 9 Q            | 289,6          | 9              |
| Grace Reid Katherine Torrance | 3 m plank synchroon  | n.v.t. | n.v.t. | n.v.t.         | n.v.t.         | 269,10         | 6              |
| Eden Cheng Lois Toulson       | 10 m toren synchroon | n.v.t. | n.v.t. | n.v.t.         | n.v.t.         | 289,10         | 6              |

### Skateboarden
Vrouwen
| atlete          | onderdeel | kwalificaties | kwalificaties | finale         | finale         |
| atlete          | onderdeel | punten        | rang          | punten         | rang           |
| --------------- | --------- | ------------- | ------------- | -------------- | -------------- |
| Sky Brown       | park      | 57,40         | 2 Q           | 56,47          | Brons          |
| Bombette Martin | park      | 16,21         | 18            | niet geplaatst | niet geplaatst |

### Synchroonzwemmen
| atlete                        | onderdeel | technische routine | technische routine | vrije routine (voorronde) | vrije routine (voorronde) | vrije routine (voorronde) | vrije routine (finale) | vrije routine (finale)    | vrije routine (finale) |
| atlete                        | onderdeel | punten             | rang               | punten                    | totaal (technisch + vrij) | rang                      | punten                 | totaal (technisch + vrij) | rang                   |
| ----------------------------- | --------- | ------------------ | ------------------ | ------------------------- | ------------------------- | ------------------------- | ---------------------- | ------------------------- | ---------------------- |
| Kate Shortman Isabelle Thorpe | duet      | 85,1548            | 14                 | 84,7333                   | 169,8881                  | 14                        | niet geplaatst         | niet geplaatst            | niet geplaatst         |

### Taekwondo
Mannen
| atleet        | onderdeel | eerste ronde         | tweede ronde         | kwartfinale          | halve finale         | herkansing           | finale / BM          | finale / BM    |
| atleet        | onderdeel | tegenstander uitslag | tegenstander uitslag | tegenstander uitslag | tegenstander uitslag | tegenstander uitslag | tegenstander uitslag | rang           |
| ------------- | --------- | -------------------- | -------------------- | -------------------- | -------------------- | -------------------- | -------------------- | -------------- |
| Bradly Sinden | -68 kg    | bye                  | Burns W 53-8         | Reçber W 39-19       | Shuai W 33-25        | bye                  | Rashitov V 29-34     | Zilver         |
| Mahama Cho    | +80 kg    | n.v.t.               | Sun Hy V 4-7         | niet geplaatst       | niet geplaatst       | niet geplaatst       | niet geplaatst       | niet geplaatst |

Vrouwen
| atlete          | onderdeel | eerste ronde         | tweede ronde         | kwartfinale          | halve finale         | herkansing           | finale / BM          | finale / BM    |
| atlete          | onderdeel | tegenstander uitslag | tegenstander uitslag | tegenstander uitslag | tegenstander uitslag | tegenstander uitslag | tegenstander uitslag | rang           |
| --------------- | --------- | -------------------- | -------------------- | -------------------- | -------------------- | -------------------- | -------------------- | -------------- |
| Jade Jones      | -57 kg    | bye                  | Alizadeh V 12-16     | niet geplaatst       | niet geplaatst       | niet geplaatst       | niet geplaatst       | niet geplaatst |
| Lauren Williams | -67 kg    | n.v.t.               | Paseka W RSC         | Wahba W 15-12        | Gbagbi W 24-18       | bye                  | Jeliç V 22-25        | Zilver         |
| Bianca Walkden  | +67 kg    | n.v.t.               | bye                  | Deniz W 17-7         | Lee D-b V 24-25      | bye                  | Kowalczuk W 7-3      | Brons          |

### Tafeltennis
Mannen
| atlete         | onderdeel | voorronde            | eerste ronde         | tweede ronde         | derde ronde          | vierde ronde         | kwartfinale          | halve finale         | finale / BM          | finale / BM    |
| atlete         | onderdeel | tegenstander uitslag | tegenstander uitslag | tegenstander uitslag | tegenstander uitslag | tegenstander uitslag | tegenstander uitslag | tegenstander uitslag | tegenstander uitslag | rang           |
| -------------- | --------- | -------------------- | -------------------- | -------------------- | -------------------- | -------------------- | -------------------- | -------------------- | -------------------- | -------------- |
| Liam Pitchford | enkelspel | bye                  | bye                  | bye                  | Jorgić V 2-4         | niet geplaatst       | niet geplaatst       | niet geplaatst       | niet geplaatst       | niet geplaatst |
| Paul Drinkhall | enkelspel | bye                  | Alamian W 4-1        | Gardos W 4-1         | Jang W-j V 1-4       | niet geplaatst       | niet geplaatst       | niet geplaatst       | niet geplaatst       | niet geplaatst |

Vrouwen
| atlete     | onderdeel | voorronde            | eerste ronde         | tweede ronde         | derde ronde          | vierde ronde         | kwartfinale          | halve finale         | finale / BM          | finale / BM    |
| atlete     | onderdeel | tegenstander uitslag | tegenstander uitslag | tegenstander uitslag | tegenstander uitslag | tegenstander uitslag | tegenstander uitslag | tegenstander uitslag | tegenstander uitslag | rang           |
| ---------- | --------- | -------------------- | -------------------- | -------------------- | -------------------- | -------------------- | -------------------- | -------------------- | -------------------- | -------------- |
| Tin-Tin Ho | enkelspel | bye                  | Batra V 1-4          | niet geplaatst       | niet geplaatst       | niet geplaatst       | niet geplaatst       | niet geplaatst       | niet geplaatst       | niet geplaatst |

### Tennis
Mannen
| atlete                    | onderdeel  | eerste ronde                    | tweede ronde                                | derde ronde                     | kwartfinale                           | halve finale         | finale / BM          | finale / BM    |
| atlete                    | onderdeel  | tegenstander uitslag            | tegenstander uitslag                        | tegenstander uitslag            | tegenstander uitslag                  | tegenstander uitslag | tegenstander uitslag | rang           |
| ------------------------- | ---------- | ------------------------------- | ------------------------------------------- | ------------------------------- | ------------------------------------- | -------------------- | -------------------- | -------------- |
| Liam Broady               | enkelspel  | Cerúndolo 'W 7-5, 6-7(4-7), 6-2 | Hurkacz W 7-5, 3-6, 6-3                     | Chardy V 6-7(3-7), 6-4, 1-6     | niet geplaatst                        | niet geplaatst       | niet geplaatst       | niet geplaatst |
| Andy Murray Joe Salisbury | dubbelspel | n.v.t.                          | Herbert / Mahut W 6-3, 6-2                  | Krawietz / Pütz W 6-2, 7-6(7-2) | Čilić / Dodig V 6-4, 6-7(2-7), [7-10] | niet geplaatst       | niet geplaatst       | niet geplaatst |
| Jamie Murray Neal Skupski | dubbelspel | n.v.t.                          | Moltini / Zeballos W 6-7(3-7), 6-4, [13-11] | McLachlan V 3-6, 4-6            | niet geplaatst                        | niet geplaatst       | niet geplaatst       | niet geplaatst |

Vrouwen
| atlete         | onderdeel | eerste ronde                       | tweede ronde         | derde ronde          | kwartfinale          | halve finale         | finale / BM          | finale / BM    |
| atlete         | onderdeel | tegenstander uitslag               | tegenstander uitslag | tegenstander uitslag | tegenstander uitslag | tegenstander uitslag | tegenstander uitslag | rang           |
| -------------- | --------- | ---------------------------------- | -------------------- | -------------------- | -------------------- | -------------------- | -------------------- | -------------- |
| Heather Watson | enkelspel | Anna-Lena Friedsam V 6-7(5-7), 3-6 | niet geplaatst       | niet geplaatst       | niet geplaatst       | niet geplaatst       | niet geplaatst       | niet geplaatst |

### Triatlon
Individueel
| Atleet               | Evenement | Zwemmen(1.5 km) | Rang 1 | Fietsen (40 km) | Rang 2 | Lopen(10 km) | Totaal Tijd | Ranking |
| -------------------- | --------- | --------------- | ------ | --------------- | ------ | ------------ | ----------- | ------- |
| Jonathan Brownlee    | Mannen    | 17:49           |        | 56:38           |        | 30,22        | 1.45.53     | 5       |
| Alex Yee             | Mannen    | 18.09           |        | 56.17           |        | 29.44        | 1.45.15     | Zilver  |
| Vicky Holland        | Vrouwen   | 19.12           |        | 1.05.24         |        | 34.20        | 2.00.10     | 13      |
| Jess Learnmonth      | Vrouwen   | 18.24           |        | 1.05.56         |        | 35.51        | 1.58.28     | 9       |
| Georgia Taylor-Brown | Vrouwen   | 18.31           |        | 1.03.11         |        | 33.52        | 1.56.50     | Zilver  |

Gemengd
| Atleet               | Evenement   | Zwemmen (250 m) | Rang 1 | Fietsen (7 km) | Rang 2 | Lopen (1.5 km) | Totaal Groeps tijd | Ranking |
| -------------------- | ----------- | --------------- | ------ | -------------- | ------ | -------------- | ------------------ | ------- |
| Jonathan Brownlee    | Mixed relay | 4.02            |        | 8.35           |        | 5.25           | 1.23.41            | Goud    |
| Alex Yee             | Mixed relay | 4.08            |        | 9.31           |        | 5.28           | 1.23.41            | Goud    |
| Jess Learmonth       | Mixed relay | 3.40            |        | 10.15          |        | 6.15           | 1.23.41            | Goud    |
| Georgia Taylor-Brown | Mixed relay | 4.23            |        | 10.16          |        | 6.07           | 1.23.41            | Goud    |

### Voetbal
Vrouwen
| Atleten | Discipline | Resultaat | Prestatie |
| --- | ---------- | --------- | --------- |
| Ellie Roebuck Lucy Bronze Demi Stokes Keira Walsh Steph Houghton Sophie Ingle Nikita Parris Kim Little Ellen White Fran Kirby Caroline Weir Rachel Daly Carly Telford Millie Bright Lauren Hemp Leah Williamson Georgia Stanway Jill Scott Niamph Charles Ella Toone Lotte Wubben-Woy Sandy MacIver | vrouwen    | 5         | zie onder |

| Groep |                  |             |             |             |             |            |            |            |        |
| #     | Land             | Wedstrijden | Wedstrijden | Wedstrijden | Wedstrijden | Doelpunten | Doelpunten | Doelpunten | Punten |
| #     | Land             | G           | W           | G           | V           | V          | T          | Saldo      | Punten |
| 1     | Groot-Brittannië | 3           | 2           | 1           | 0           | 4          | 1          | +3         | 7      |
| 2     | Canada           | 3           | 1           | 2           | 0           | 4          | 3          | +1         | 5      |
| 3     | Japan            | 3           | 1           | 1           | 1           | 2          | 2          | 0          | 4      |
| 4     | Chili            | 3           | 0           | 0           | 3           | 1          | 5          | -4         | 0      |

| Ronde          | Datum | Lokale tijd | MEZT             | Land  | Score            | Land |
| -------------- | ----- | ----------- | ---------------- | ----- | ---------------- | ---- |
| Groepsfase     |       |             |                  |       |                  |      |
| 21 juli 2021   | 16:30 | 09:30       | Groot-Brittannië | 2 - 0 | Chili            |      |
| 24 juli 2021   | 19:30 | 12:30       | Japan            | 0 - 1 | Groot-Brittannië |      |
| 27 juli 2021   | 20:00 | 13:00       | Canada           | 1 - 1 | Groot-Brittannië |      |
| Kwartfinale    |       |             |                  |       |                  |      |
| 30 juli 2021   | 18:00 | 11:00       | Groot-Brittannië | 3 - 4 | Australië        |      |
| Halve finale   |       |             |                  |       |                  |      |
| niet geplaatst |       |             |                  |       |                  |      |
| Finale         |       |             |                  |       |                  |      |
| niet geplaatst |       |             |                  |       |                  |      |

### Wielersport

#### Baanwielrennen
Mannen
Sprint
| atleet      | onderdeel | kwalificaties | kwalificaties | ronde 1              | herkansing 1         | ronde 2              | herkansing 2         | ronde 3              | herkansing 3            | kwartfinale          | halve finale         | finale/BM            | finale/BM |
| atleet      | onderdeel | tijd          | rang          | tegenstander uitslag | tegenstander uitslag | tegenstander uitslag | tegenstander uitslag | tegenstander uitslag | tegenstander uitslag    | tegenstander uitslag | tegenstander uitslag | tegenstander uitslag | rang      |
| ----------- | --------- | ------------- | ------------- | -------------------- | -------------------- | -------------------- | -------------------- | -------------------- | ----------------------- | -------------------- | -------------------- | -------------------- | --------- |
| Jack Carlin | sprint    | 9,306         | 3 Q           | Hart W 9,824         | n.v.t.               | Sahrom W 9,884       | n.v.t.               | Vigier W 9,963       | n.v.t.                  | Levy W 2-0           | Lavreysen V 0-2      | Dmitrjev W 2-0       | Brons     |
| Jason Kenny | sprint    | 9,510         | 8 Q           | Awang W 9,791        | n.v.t.               | Wakimoto W 9,916     | n.v.t.               | Dmitrjev V +0,076    | Awang Wakimoto W 10,066 | Lavreysen V 0-2      | niet geplaatst       | niet geplaatst       | 8         |

Teamsprint
| atleet                             | onderdeel  | kwalificatie | kwalificatie | halve finale      | halve finale | finale            | finale |
| atleet                             | onderdeel  | tijd         | rang         | tegenstander tijd | rang         | tegenstander tijd | rang   |
| ---------------------------------- | ---------- | ------------ | ------------ | ----------------- | ------------ | ----------------- | ------ |
| Ryan Owens Jack Carlin Jason Kenny | teamsprint | 42,231       | 2 Q          | W 41,829          | 2 FA         | V 44,589          | Zilver |

Keirin
| atleet      | onderdeel | ronde 1 | herkansing | kwartfinale | halve finale | finale |
| atleet      | onderdeel | rang    | rang       | rang        | rang         | rang   |
| ----------- | --------- | ------- | ---------- | ----------- | ------------ | ------ |
| Jason Kenny | keirin    | 4       | 1 Q        | 2 Q         | 1 FA         | Goud   |
| Jack Carlin | keirin    | 1 Q     | n.v.t.     | 2 Q         | 4 FB         | 8      |

Koppelkoers
| atleet                     | onderdeel   | rondespunten | sprinterspunten | totaal | rang   |
| -------------------------- | ----------- | ------------ | --------------- | ------ | ------ |
| Ethan Hayter Matthew Walls | koppelkoers | 0            | 40              | 40     | Zilver |

Ploegenachtervolging
| atleet                                                           | onderdeel            | kwalificatie | kwalificatie | halve finale         | halve finale | finale 7/8           | finale 7/8 |
| atleet                                                           | onderdeel            | tijd         | rang         | tegenstander uitslag | rang         | tegenstander uitslag | rang       |
| ---------------------------------------------------------------- | -------------------- | ------------ | ------------ | -------------------- | ------------ | -------------------- | ---------- |
| Ethan Hayter Ed Clancy Ethan Vernon Oliver Wood Charlie Tanfield | ploegenachtervolging | 3:47,507     | 4 Q          | V 4:28,489           | 8 FD         | W 3:45,636           | 7          |

Omnium
| atleet        | onderdeel | scratchrace | scratchrace | temporace | temporace | afvalrace | afvalrace | puntenrace | puntenrace | totaal punten | rang |
| atleet        | onderdeel | rang        | punten      | rang      | punten    | rang      | punten    | rang       | punten     | totaal punten | rang |
| ------------- | --------- | ----------- | ----------- | --------- | --------- | --------- | --------- | ---------- | ---------- | ------------- | ---- |
| Matthew Walls | omnium    | 1           | 40          | 3         | 36        | 2         | 38        |            | 39         | 153           | Goud |

Vrouwen
Sprint
| atlete        | onderdeel | kwalificaties | kwalificaties | ronde 1              | herkansing 1         | ronde 2              | herkansing 2         | ronde 3              | herkansing 3         | kwartfinale          | halve finale         | finale               | finale |
| atlete        | onderdeel | tijd          | rang          | tegenstander uitslag | tegenstander uitslag | tegenstander uitslag | tegenstander uitslag | tegenstander uitslag | tegenstander uitslag | tegenstander uitslag | tegenstander uitslag | tegenstander uitslag | rang   |
| ------------- | --------- | ------------- | ------------- | -------------------- | -------------------- | -------------------- | -------------------- | -------------------- | -------------------- | -------------------- | -------------------- | -------------------- | ------ |
| Katy Marchant | sprint    | 10,495        | 8 Q           | Kobayashi W 11,134   | n.v.t.               | Lee Wai Sze W 10,970 | n.v.t.               | Genest W 10,935      | n.v.t.               | Lee Wai Sze V 0-2 FB | niet geplaatst       | niet geplaatst       | 6      |

Keirin
| atlete        | onderdeel | ronde 1 | herkansing | kwartfinale | halve finale   | finale         |
| atlete        | onderdeel | rang    | rang       | rang        | rang           | rang           |
| ------------- | --------- | ------- | ---------- | ----------- | -------------- | -------------- |
| Katy Marchant | keirin    | 5       | 1 Q        | 5           | niet geplaatst | niet geplaatst |

Koppelkoers
| atlete                      | onderdeel   | rondespunten | sprinterspunten | totaal | rang |
| --------------------------- | ----------- | ------------ | --------------- | ------ | ---- |
| Katie Archibald Laura Kenny | koppelkoers | 20           | 58              | 78     | Goud |

Ploegenachtervolging
| atlete                                                            | onderdeel            | kwalificatie | kwalificatie | halve finale         | halve finale | finale               | finale |
| atlete                                                            | onderdeel            | tijd         | rang         | tegenstander uitslag | rang         | tegenstander uitslag | rang   |
| ----------------------------------------------------------------- | -------------------- | ------------ | ------------ | -------------------- | ------------ | -------------------- | ------ |
| Katie Archibald Laura Kenny Elinor Barker Josie Knight Neah Evans | ploegenachtervolging | 4:09,022     | 2 Q          | W 4:06,748           | 2 FA         | V 4:10,607           | Zilver |

Omnium
| atlete      | onderdeel | scratchrace | scratchrace | temporace | temporace | afvalrace | afvalrace | puntenrace | puntenrace | totaal punten | rang |
| atlete      | onderdeel | rang        | punten      | rang      | punten    | rang      | punten    | rang       | punten     | totaal punten | rang |
| ----------- | --------- | ----------- | ----------- | --------- | --------- | --------- | --------- | ---------- | ---------- | ------------- | ---- |
| Laura Kenny | omnium    | 13          | 16          | 1         | 40        | 13        | 16        |            | 24         | 96            | 6    |

#### BMX
Mannen
Freestyle
| atleet        | onderdeel | plaatsingsronde | plaatsingsronde | finale | finale |
| atleet        | onderdeel | score           | rang            | score  | rang   |
| ------------- | --------- | --------------- | --------------- | ------ | ------ |
| Declan Brooks | freestyle | 76,75           | 7               | 90,80  | Brons  |

Race
| atleet    | onderdeel | kwartfinale | kwartfinale | halve finale | halve finale | finale  | finale |
| atleet    | onderdeel | punten      | rang        | punten       | rang         | uitslag | rang   |
| --------- | --------- | ----------- | ----------- | ------------ | ------------ | ------- | ------ |
| Kye Whyte | race      | 9           | 2 Q         | 8            | 2 Q          | 39,167  | Zilver |

Vrouwen
Freestyle
| atlete                | onderdeel | plaatsingsronde | plaatsingsronde | finale | finale |
| atlete                | onderdeel | score           | rang            | score  | rang   |
| --------------------- | --------- | --------------- | --------------- | ------ | ------ |
| Charlotte Worthington | freestyle | 81,50           | 4               | 97,50  | Goud   |

Race
| atlete           | onderdeel | kwartfinale | kwartfinale | halve finale | halve finale | finale  | finale |
| atlete           | onderdeel | punten      | rang        | punten       | rang         | uitslag | rang   |
| ---------------- | --------- | ----------- | ----------- | ------------ | ------------ | ------- | ------ |
| Bethany Shriever | race      | 5           | 1 Q         | 3            | 1 Q          | 44,358  | Goud   |

#### Mountainbiken
Mannen
| atleet      | onderdeel    | tijd    | rang |
| ----------- | ------------ | ------- | ---- |
| Tom Pidcock | mountainbike | 1:25:14 | Goud |

Vrouwen
| atlete        | onderdeel    | tijd          | rang |
| ------------- | ------------ | ------------- | ---- |
| Evie Richards | mountainbike | 1:19:09 +3:23 | 7    |

#### Wegwielrennen
Mannen
| atleet             | onderdeel    | tijd       | rang |
| ------------------ | ------------ | ---------- | ---- |
| Geraint Thomas     | wegwedstrijd | DNF        | DNF  |
| Geraint Thomas     | tijdrit      | 57:46,61   | 12   |
| Tao Geoghegan Hart | wegwedstrijd | DNF        | DNF  |
| Tao Geoghegan Hart | tijdrit      | 1:01:44,81 | 29   |
| Adam Yates         | wegwedstrijd | 6:06:33    | 9    |
| Simon Yates        | wegwedstrijd | 6:09:04    | 17   |

Vrouwen
| atlete            | onderdeel    | tijd     | rang |
| ----------------- | ------------ | -------- | ---- |
| Anna Shackley     | tijdrit      | 34.13,60 | 18   |
| Anna Shackley     | wegwedstrijd | DNF      | DNF  |
| Elizabeth Deignan | wegwedstrijd | 3.54.31  | 11   |

### Zeilen
Mannen
| atleet                        | onderdeel    | race | race | race | race | race | race | race | race | race | race | race   | race   | race           | netto punten | eindnotering |
| atleet                        | onderdeel    | 1    | 2    | 3    | 4    | 5    | 6    | 7    | 8    | 9    | 10   | 11     | 12     | M              | netto punten | eindnotering |
| ----------------------------- | ------------ | ---- | ---- | ---- | ---- | ---- | ---- | ---- | ---- | ---- | ---- | ------ | ------ | -------------- | ------------ | ------------ |
| Tom Squires                   | RS:X         | 9    | 13   | 14   | 2    | 10   | 3    | 4    | 1    | 8    | 2    | 6      | 10     | 14             | 82           | 7            |
| Giles Scott                   | Finn         | 9    | 9    | 1    | 1    | 1    | 1    | 6    | 1    | 1    | 7    | n.v.t. | n.v.t. | 8              | 36           | Goud         |
| Elliot Hanson                 | Laser Radial | 5    | 12   | 17   | 10   | 3    | 28   | 7    | 20   | 2    | DSQ  | n.v.t. | n.v.t. | niet geplaatst | 104          | 12           |
| Luke Patience Chris Grube     | 470          | 3    | 8    | 2    | 4    | 10   | 5    | 9    | 6    | 7    | 10   | n.v.t. | n.v.t. | 16             | 70           | 5            |
| Stuart Bithell Dylan Fletcher | 49er         | 2    | 8    | 4    | 1    | 12   | 2    | 2    | 16   | 3    | 9    | 6      | 7      | 2              | 58           | Goud         |

Vrouwen
| atleet                        | onderdeel    | race | race | race | race | race | race | race | race | race | race | race   | race   | race | netto punten | eindnotering |
| atleet                        | onderdeel    | 1    | 2    | 3    | 4    | 5    | 6    | 7    | 8    | 9    | 10   | 11     | 12     | M    | netto punten | eindnotering |
| ----------------------------- | ------------ | ---- | ---- | ---- | ---- | ---- | ---- | ---- | ---- | ---- | ---- | ------ | ------ | ---- | ------------ | ------------ |
| Emma Wilson                   | RS:X         | 5    | 2    | 6    | 1    | 4    | 2    | 1    | 1    | UFD  | 6    | 1      | 5      | 4    | 38           | Brons        |
| Alison Young                  | Laser Radial | 24   | 8    | 9    | 20   | 12   | 12   | 10   | 8    | 14   | 27   | n.v.t. | n.v.t. | 16   | 133          | 10           |
| Hannah Mills Eilidh McIntyre  | 470          | 4    | 3    | 7    | 1    | 3    | 3    | 1    | 3    | 9    | 3    | n.v.t. | n.v.t. | 10   | 38           | Goud         |
| Charlotte Dobson Saskia Tidey | 49erFX       | 1    | 1    | 6    | 4    | 2    | 5    | 16   | 13   | 14   | 15   | 4      | 18     | 14   | 95           | 6            |

Gemengd
| atleet                  | onderdeel | race | race | race | race | race | race | race | race | race | race | race | race | race | netto punten | eindnotering |
| atleet                  | onderdeel | 1    | 2    | 3    | 4    | 5    | 6    | 7    | 8    | 9    | 10   | 11   | 12   | M    | netto punten | eindnotering |
| ----------------------- | --------- | ---- | ---- | ---- | ---- | ---- | ---- | ---- | ---- | ---- | ---- | ---- | ---- | ---- | ------------ | ------------ |
| John Gimson Anna Burnet | Nacra 17  | 7    | 5    | 2    | 1    | 1    | 2    | 5    | 10   | 1    | 5    | 2    | 4    | 10   | 45           | Zilver       |

### Zwemmen
Mannen
| atleet                                                         | onderdeel          | series   | series | halve finale   | halve finale   | finale         | finale         |
| atleet                                                         | onderdeel          | tijd     | rang   | tijd           | rang           | tijd           | rang           |
| -------------------------------------------------------------- | ------------------ | -------- | ------ | -------------- | -------------- | -------------- | -------------- |
| Ben Proud                                                      | 50 m vrije slag    | 21,93    | 13 Q   | 21,67          | 5 Q            | 21,72          | 5              |
| Matthew Richards                                               | 100 m vrije slag   | DNS      | DNS    | niet geplaatst | niet geplaatst | niet geplaatst | niet geplaatst |
| Jacob Whittle                                                  | 100 m vrije slag   | 48,44    | 16 Q   | 48,11          | 13             | niet geplaatst | niet geplaatst |
| Duncan Scott                                                   | 200 m vrije slag   | 1.45,37  | 5 Q    | 1.44,60        | 1 Q            | 1.44,26        | Zilver         |
| Tom Dean                                                       | 200 m vrije slag   | 1.45,24  | 3 Q    | 1.45,34        | 4 Q            | 1.44,23 NR     | Goud           |
| Kieran Bird                                                    | 400 m vrije slag   | 3.48,55  | 20     | n.v.t.         | n.v.t.         | niet geplaatst | niet geplaatst |
| Kieran Bird                                                    | 800 m vrije slag   | 7.57,53  | 25     | n.v.t.         | n.v.t.         | niet geplaatst | niet geplaatst |
| Daniel Jervis                                                  | 1500 m vrije slag  | 14.50,22 | 5 Q    | n.v.t.         | n.v.t.         | 14.55,48       | 5              |
| Luke Greenbank                                                 | 100 m rugslag      | 53,79    | 17     | niet geplaatst | niet geplaatst | niet geplaatst | niet geplaatst |
| Luke Greenbank                                                 | 200 m rugslag      | 1.54,63  | 1 Q    | 1.54,98        | 2 Q            | 1.54,72        | Brons          |
| Brodie Williams                                                | 200 m rugslag      | 1.57,48  | 12 Q   | 1.57,73        | 15             | niet geplaatst | niet geplaatst |
| Adam Peaty                                                     | 200 m schoolslag   | 57,56    | 1 Q    | 57,63          | 1 Q            | 57,37          | Goud           |
| James Wilby                                                    | 200 m schoolslag   | 58,99    | 6 Q    | 59,00          | 6 Q            | 58,96          | 5              |
| James Wilby                                                    | 200 m schoolslag   | 2.09,70  | 15 Q   | 2.07,91        | 2 Q            | 2.08,19        | 6              |
| Ross Murdoch                                                   | 200 m schoolslag   | 2.09,95  | 16 Q   | 2.09,97        | 12             | niet geplaatst | niet geplaatst |
| James Guy                                                      | 100 m vlinderslag  | DNS      | DNS    | niet geplaatst | niet geplaatst | niet geplaatst | niet geplaatst |
| Jacob Peters                                                   | 100 m vlinderslag  | 52,07    | 24     | niet geplaatst | niet geplaatst | niet geplaatst | niet geplaatst |
| Joe Litchfield                                                 | 200 m wisselslag   | 2.00,11  | 34     | niet geplaatst | niet geplaatst | niet geplaatst | niet geplaatst |
| Duncan Scott                                                   | 200 m wisselslag   | 1.57,39  | 5 Q    | 1.56,69        | 2 Q            | 1.55,28        | Zilver         |
| James Guy Matthew Richards Joe Litchfield Jacob Whittle        | 4×100 m vrije slag | 3.13,17  | 9      | n.v.t.         | n.v.t.         | niet geplaatst | niet geplaatst |
| Tom Dean James Guy Calum Jarvis* Matthew Richards Duncan Scott | 4×200 m vrije slag | 7.03,25  | 1 Q    | n.v.t.         | n.v.t.         | 6.58,58 ER     | Goud           |
| Luke Greenbank James Guy Duncan Scott Adam Peaty James Wilby*  | 4×100 m wisselslag | 3.37,43  | 2 Q    | n.v.t.         | n.v.t.         | 3.27,51 ER     | Zilver         |
| Hector Pardoe                                                  | 10km open water    | n.v.t.   | n.v.t. | n.v.t.         | n.v.t.         | DNF            | DNF            |

Vrouwen
| atlete                                               | onderdeel          | series     | series | halve finale   | halve finale   | finale         | finale         |
| atlete                                               | onderdeel          | tijd       | rang   | tijd           | rang           | tijd           | rang           |
| ---------------------------------------------------- | ------------------ | ---------- | ------ | -------------- | -------------- | -------------- | -------------- |
| Anna Hopkin                                          | 50 m vrije slag    | DNS        | DNS    | niet geplaatst | niet geplaatst | niet geplaatst | niet geplaatst |
| Anna Hopkin                                          | 100 m vrije slag   | 52,75      | 3 Q    | 53,11          | 8 Q            | 52,83          | 7              |
| Freya Anderson                                       | 100 m vrije slag   | 53,61      | 14 Q   | 53,53          | 11             | niet geplaatst | niet geplaatst |
| Freya Anderson                                       | 200 m vrije slag   | 1.56,96    | 11 Q   | 1.57,10        | 12             | niet geplaatst | niet geplaatst |
| Kathleen Dawson                                      | 100 m rugslag      | 58,69      | 4 Q    | 58,56          | 5 Q            | 58,70          | 6              |
| Cassie Wild                                          | 100 m rugslag      | 59,99      | 14 Q   | 1.00,20        | 14             | niet geplaatst | niet geplaatst |
| Cassie Wild                                          | 200 m rugslag      | 2.12,93    | 21     | niet geplaatst | niet geplaatst | niet geplaatst | niet geplaatst |
| Sarah Vasey                                          | 100 m schoolslag   | 1.06,61    | 11 Q   | 1.06,87        | 11             | niet geplaatst | niet geplaatst |
| Molly Ranshaw                                        | 200 m schoolslag   | 2.22,99    | 6 Q    | 2.22,70        | 7 Q            | 2.22,65        | 6              |
| Abbie Wood                                           | 200 m schoolslag   | 2.24,13    | 15 Q   | 2.22,35        | 6 Q            | 2.23,72        | 7              |
| Abbie Wood                                           | 200 m wisselslag   | 2.09,94    | 3 Q    | 2.09,56        | 2 Q            | 2.09,15        | 4              |
| Alicia Wilson                                        | 200 m wisselslag   | 2.10,39    | 9 Q    | 2.10,59        | 8 Q            | 2.12,86        | 8              |
| Aimee Willmott                                       | 400 m wisselslag   | 4.35,28    | 2 Q    | n.v.t.         | n.v.t.         | 4.38,30        | 7              |
| Harriet Jones                                        | 100 m vlinderslag  | 58,73      | 21     | niet geplaatst | niet geplaatst | niet geplaatst | niet geplaatst |
| Laura Stephens                                       | 200 m vlinderslag  | 2.09,00    | 7 Q    | 2.09,49        | 10             | niet geplaatst | niet geplaatst |
| Alys Thomas                                          | 200 m vlinderslag  | 2.09,06    | 8 Q    | 2.09,07        | 8 Q            | 2.07,90        | 7              |
| Freya Anderson Lucy Hope Anna Hopkin Abbie Wood      | 4×100 m wisselslag | 3.34,03 NR | 4 Q    | n.v.t.         | n.v.t.         | 3.33,96 NR     | 5              |
| Freya Anderson Harriet Jones Sarah Vasey Cassie Wild | 4×100 m wisselslag | 3.58,12    | 9      | n.v.t.         | n.v.t.         | niet geplaatst | niet geplaatst |
| Alice Dearing                                        | 10km open water    | n.v.t.     | n.v.t. | n.v.t.         | n.v.t.         | 2.05.03,2      | 19             |

Gemengd
| atleet                                                           | onderdeel          | series     | series | halve finale | halve finale | finale     | finale |
| atleet                                                           | onderdeel          | tijd       | rang   | tijd         | rang         | tijd       | rang   |
| ---------------------------------------------------------------- | ------------------ | ---------- | ------ | ------------ | ------------ | ---------- | ------ |
| Freya Anderson* Kathleen Dawson James Guy Anna Hopkin Adam Peaty | 4×100 m wisselslag | 3.38,75 OR | 1 Q    | n.v.t.       | n.v.t.       | 3.37,58 WR | Goud   |

- Zwom niet mee in de finale

- De zilveren medaille op de 4x100 meter estafette mannen atletiek voor GB staat ter discussie nadat een van de atleten positief heeft getest[1]